# Cristianismo na China
Religiões na China (2010)
O Cristianismo está presente na China desde o período medieval inicial e tornou-se uma presença significativa no país durante a era moderna inicial. A Igreja do Oriente surgiu na China no século VII, durante a dinastia Tang. O catolicismo foi uma das religiões patronizadas pelos imperadores da dinastia Yuan, liderada pelos mongóis, mas não se firmou na China até sua reintrodução pelos jesuítas durante o século XVI. A partir do início do século XIX, as missões protestantes na China atraíram grupos pequenos, mas influentes, e igrejas chinesas independentes também foram estabelecidas.
Dados precisos sobre os cristãos chineses são difíceis de obter. Havia cerca de 4 milhões antes de 1949 (3 milhões de católicos e 1 milhão de protestantes). O número de cristãos chineses aumentou significativamente desde a flexibilização das restrições às atividades religiosas durante as reformas econômicas do final dos anos 1970. Em 2018, o governo chinês declarou que há mais de 44 milhões de cristãos (38 milhões de protestantes e 6 milhões de católicos) na China. Por outro lado, algumas organizações cristãs internacionais estimam que existam dezenas de milhões a mais, que optam por não se identificarem publicamente como tais. Tais estimativas são controversas porque as organizações que as fazem são frequentemente acusadas de inflacioná-las deliberadamente.
Durante a maior parte da história imperial chinesa, a prática religiosa era rigidamente controlada pelo Estado. A República Popular da China também regula fortemente a religião e tem implementado, de forma crescente, uma política de sinização do cristianismo desde 2018. Pessoas chinesas com mais de 18 anos só podem aderir a grupos cristãos que estejam registrados em um dos três órgãos controlados pelo Estado: ou na Associação Patriótica Católica Chinesa, ou no Conselho Cristão da China, ou no protestante Movimento Patriótico dos Três Sóis. Contudo, muitos cristãos chineses são membros de redes informais e de igreja subterrânea, frequentemente conhecidas como igrejas domésticas (China). Estas começaram a proliferar durante a década de 1950, quando muitos cristãos rejeitaram os órgãos controlados pelo Estado. Membros das igrejas domésticas representam diversas tradições teológicas e têm sido descritos como representando uma "maioria silenciosa" dos cristãos chineses.

## Terminologia
Há diversos nomes usados para o Deus abraâmico na língua chinesa, sendo o mais prevalente "Shangdi" , comumente usado tanto por protestantes quanto por não cristãos, e "Tianzhu", comumente usado por católicos. A palavra "Shen" (神), também utilizada pelos protestantes chineses, pode igualmente referir-se a deidades ou às forças geradoras da natureza no contexto da religião tradicional chinesa. Além disso, os cristãos historicamente adotaram termos dos clássicos chineses como referências a Deus, tais como "Soberano" e "Criador".
Os termos chineses para as denominações cristãs incluem "protestantismo", "catolicismo" e "ortodoxia oriental".

## História

### História pré-moderna
A significativa ausência de evidências da existência do cristianismo na China entre o século III e o século VII pode ser atribuída, provavelmente, às barreiras impostas na Pérsia pelos sassânidas e ao fechamento da rota comercial em Turquestão.[carece de fontes?]
Ambos os eventos impediram que os cristãos mantivessem contato com sua igreja mãe, a Igreja Síria Antioquena, interrompendo assim a propagação do cristianismo até o reinado do Imperador Taizong da Tang (627–649). Taizong, que havia estudado as Escrituras cristãs entregues a ele pelo missionário Alopen, de origem assíria, percebeu "sua propriedade e verdade e ordenou especificamente a pregação e transmissão delas."

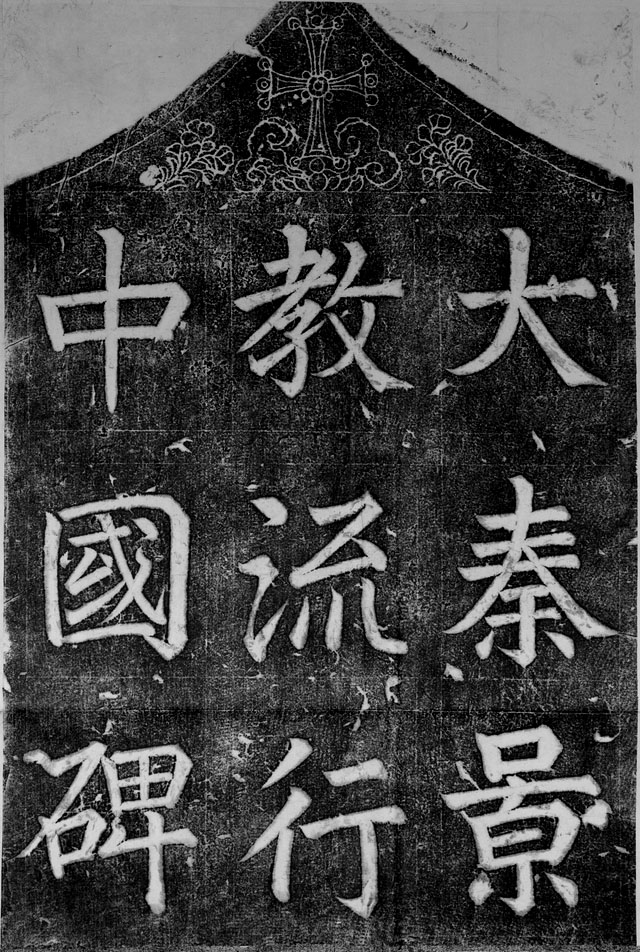
A Estela de Xi'an foi erguida em 781 e documenta 150 anos da história cristã primitiva na China. Inclui textos tanto em chinês quanto em siríaco.

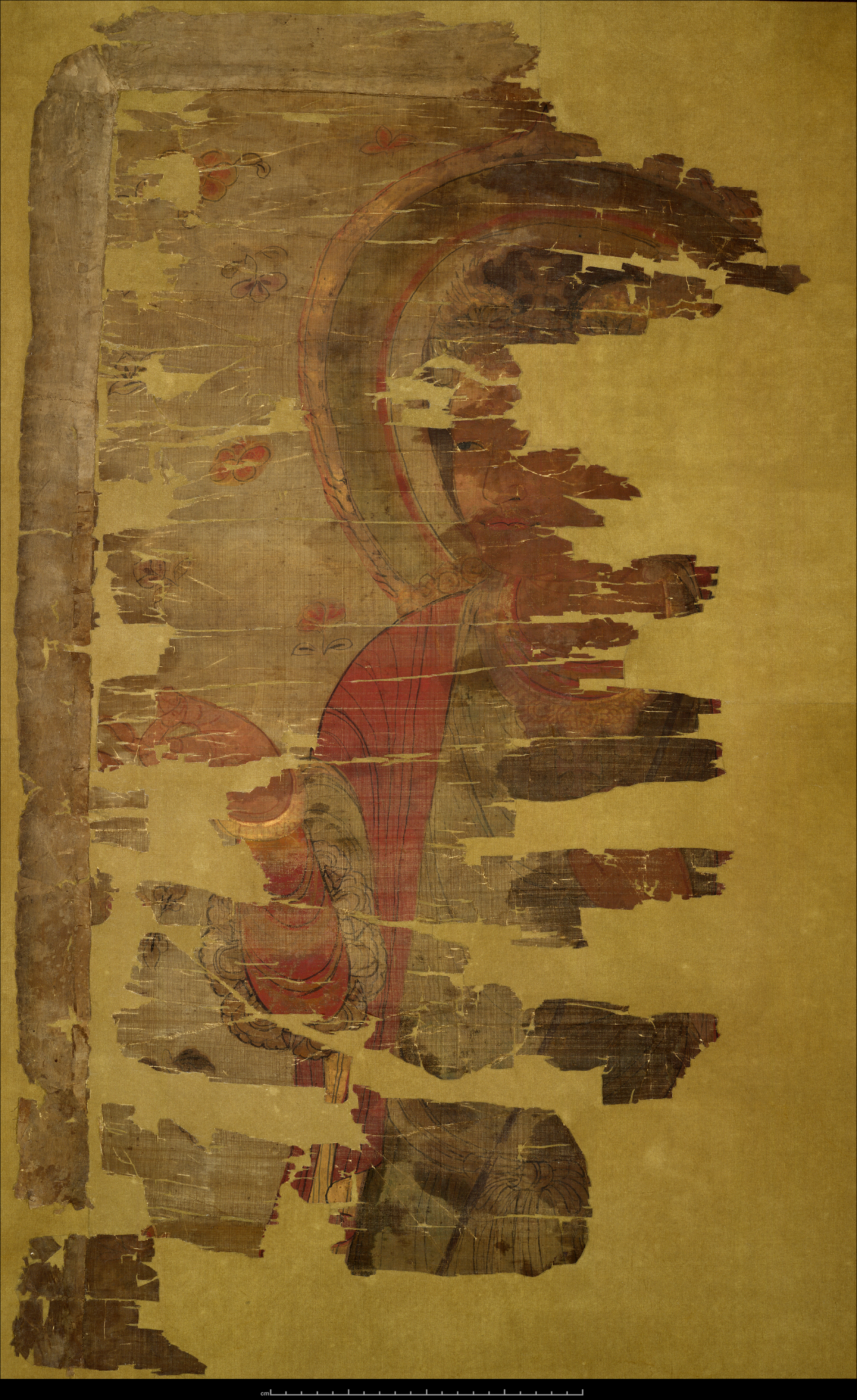
Uma pintura de seda do século IX representando um santo, provavelmente Jesus Cristo

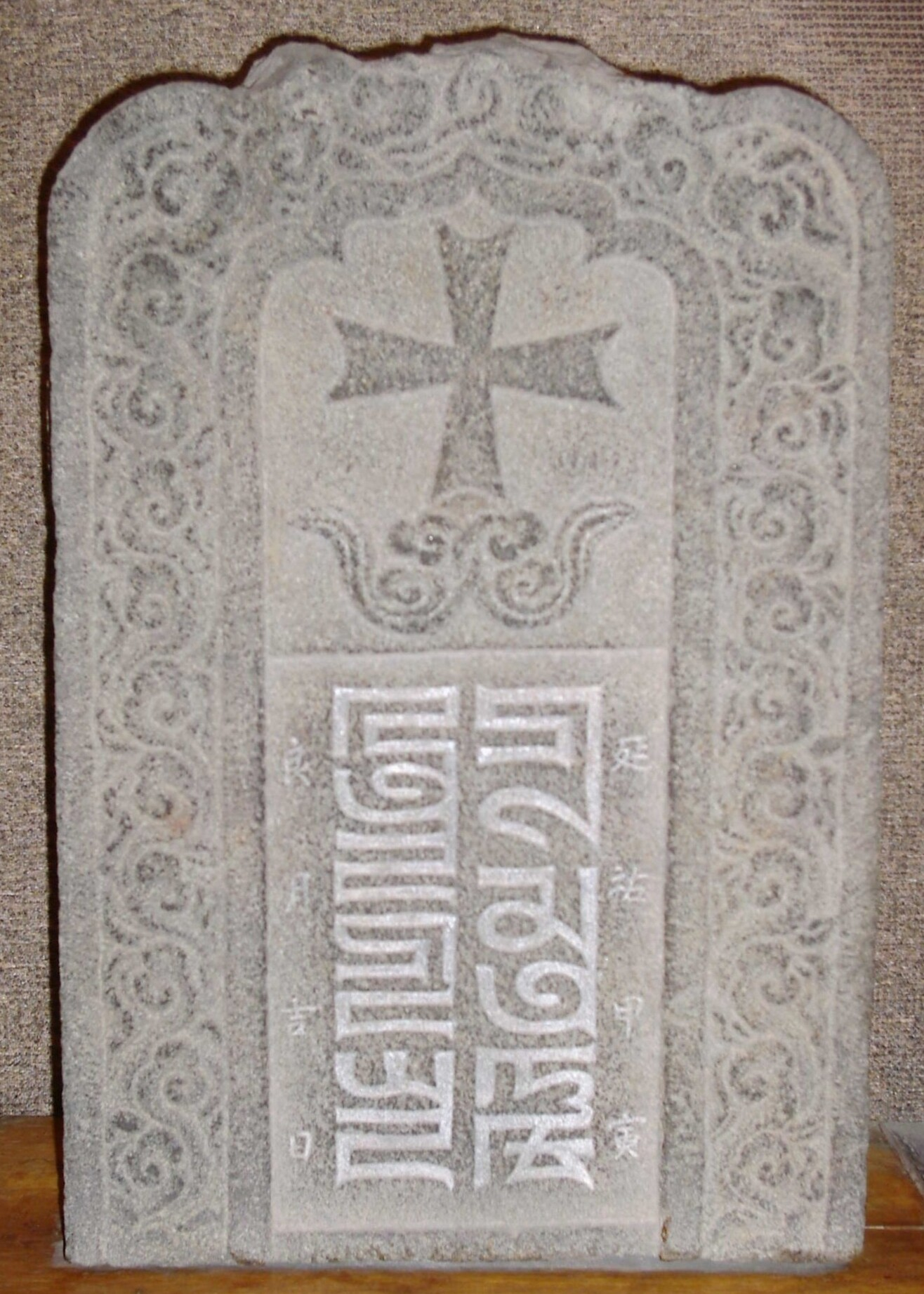
Túmulo cristão em Quanzhou com uma inscrição em 'Phags-pa datada de 1314.

Suas virtudes foram manifestadas para vocês, e aquele poder inaudito sobre as coisas, seja o que foi exercido abertamente por Ele ou o que foi utilizado sobre o mundo inteiro por aqueles que O proclamaram: ele domou os fogos da paixão e fez com que raças, povos e nações de caráter tão diverso se apressem, em uníssono, a aceitar a mesma fé. Pois os feitos podem ser contados e numerados aqueles que foram realizados na Índia, entre os Seres [China], persas e medos; na Arábia, Egito, na Ásia, Síria; entre os Gálatas, partas, frígios; na Acácia, Macedônia, Épiro; em todas as ilhas e províncias sobre as quais o sol nasce e se põe.

#### Período inicial
O apologista cristão Arnobius (falecido em c. 330) afirmou em sua obra Contra os Pagãos: Livro II que o cristianismo havia alcançado a terra de "Serica" — um antigo nome romano para o norte da China. No entanto, até o momento, há pouca ou nenhuma evidência arqueológica ou conhecimento sobre a igreja chinesa clássica pré-Igreja do Oriente e/ou touchariana.
Dois monges (possivelmente da Igreja do Oriente) pregavam o Cristianismo na Índia no século VI antes de contrabandear ovos de bicho-da-seda da China para o Império Bizantino.
A primeira documentação da entrada do cristianismo na China foi escrita na Estela de Xi'an do século VIII. A estela registra que os cristãos chegaram à capital tang de Xi'an em 635, tendo sido autorizados a estabelecer locais de culto e a propagar sua fé. O líder dos viajantes cristãos foi Alopen, e seu encontro com o imperador Taizong foi o desenvolvimento mais influente da história cristã chinesa até então, levando à propagação da religião em uma escala muito maior do que nunca.
Alguns estudiosos modernos questionam se nestorianismo é o termo adequado para o cristianismo praticado na China, já que este não aderiu ao que foi pregado por Nestório. Em vez disso, preferem referir-se a ele como "Igreja do Oriente", um termo que abrange as várias formas de cristianismo primitivo na Ásia.
Apesar das imprecisões dos historiadores tang quanto à história e à doutrina cristã, existia uma comunidade significativa de estudiosos que traduziam tanto o Antigo quanto o Novo Testamento para o chinês literário, compreendendo-os plenamente.
Em 845, no auge da Grande Perseguição Antibudista, o Imperador Wuzong da Tang decretou que o Budismo, o cristianismo e o Zoroastrismo fossem proibidos, e que seus consideráveis bens fossem confiscados pelo Estado.
Em 986, um monge relatou ao Patriarca do Oriente:
O cristianismo está extinto na China; os cristãos nativos pereceram de uma forma ou de outra; a igreja foi destruída e resta apenas um cristão na terra.
Karel Pieters observou que alguns túmulos cristãos datam das dinastias Song e Liao (cerca dos anos 900 aos 1200), o que implica que alguns cristãos permaneceram na China nesses períodos.

#### Período Medieval

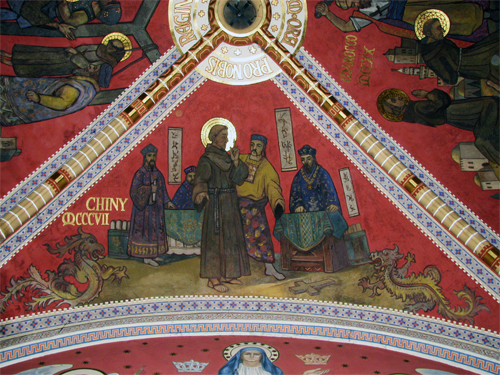
Pintura dos Mártires Chineses de 1307, Capela dos Mártires de Nepi em Katowice Panewniki

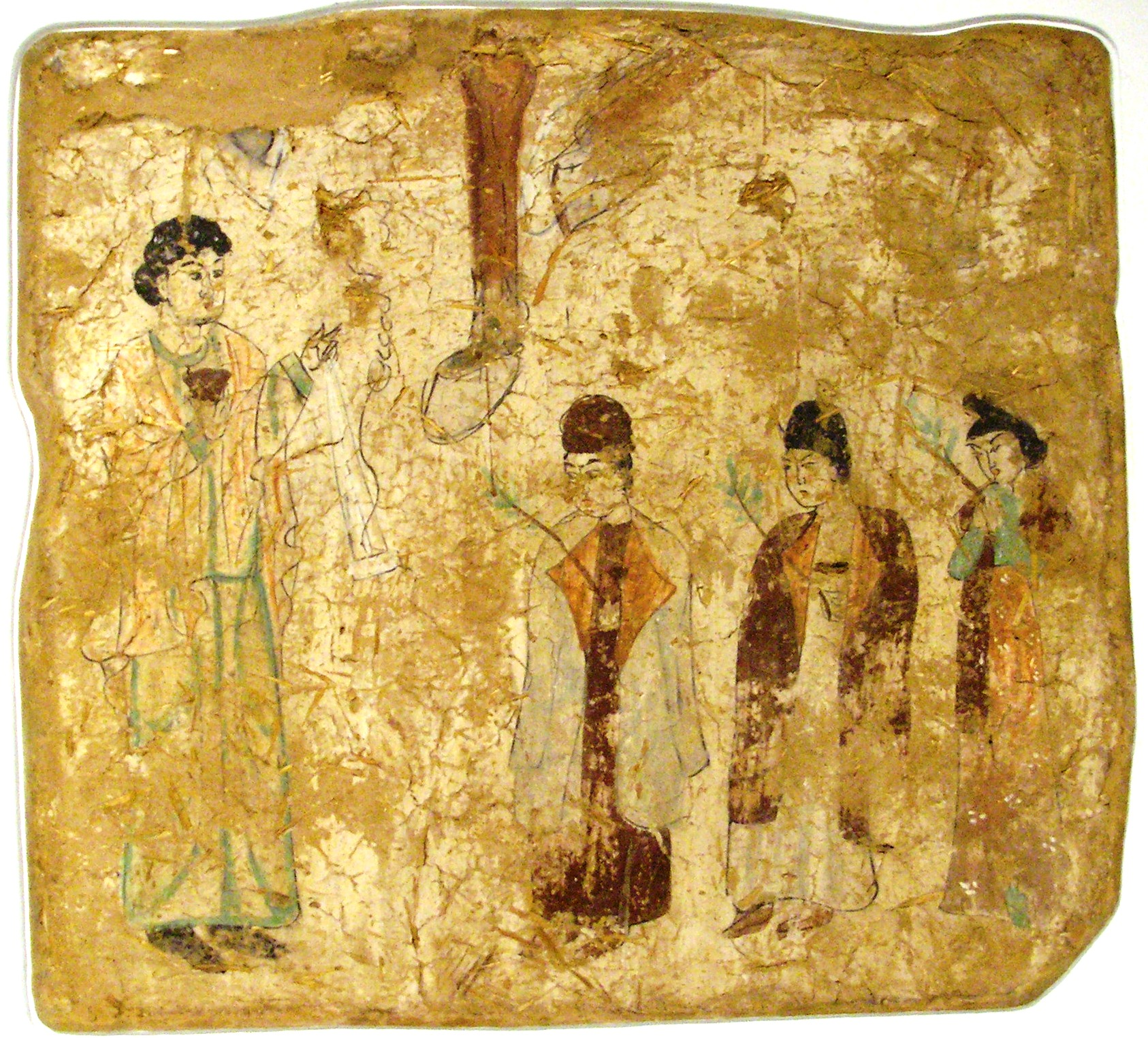
"Procissão no Domingo de Ramos", em uma pintura murada do século VII ou VIII de uma igreja da Igreja do Oriente na China Tang

O cristianismo teve uma influência importante no Império Mongol, pois várias tribos mongóis eram, primordialmente, cristãs da Igreja do Oriente, e muitas das esposas dos descendentes de Genghis Khan eram cristãs. Contatos com o cristianismo ocidental também começaram neste período, por meio de enviados do papado para a capital da dinastia Yuan em Khanbaliq (atual Pequim).
O cristianismo da Igreja do Oriente estava bem estabelecido na China, como atestam os monges Rabban Bar Sauma e Rabban Marcos, ambos tendo realizado uma famosa peregrinação ao Ocidente, visitando muitas comunidades da Igreja do Oriente ao longo do caminho. Marcos foi eleito Patriarca da Igreja do Oriente, e Bar Sauma chegou a visitar os cortes da Europa em 1287–1288, onde contou aos monarcas ocidentais sobre o cristianismo entre os mongóis.
Em 1294, frades franciscanos da Europa iniciaram trabalho missionário na China. Durante cerca de um século, trabalharam em paralelo com os cristãos da Igreja do Oriente. A missão franciscana desapareceu em 1368, quando a dinastia Ming decidiu expulsar todas as influências estrangeiras.[carece de fontes?]
Os chineses passaram a chamar muçulmanos, judeus e cristãos, a partir da dinastia Yuan, pelo mesmo nome, "Hui Hui" (Hwuy-hwuy). Os cristãos eram chamados de "Hwuy que se abstêm de animais sem cascos fendidos", os muçulmanos eram chamados de "Hwuy que se abstêm de carne de porco", os judeus eram chamados de "Hwuy que extraem os tendões". "Hwuy-tsze" (Hui zi) ou "Hwuy-hwuy" (Hui Hui) é atualmente usado quase exclusivamente para os muçulmanos, mas os judeus ainda eram chamados de "Lan Maou Hwuy tsze" (Lan Mao Hui zi), que significa "Hui zi de chapéu azul". Em Kaifeng, os judeus eram chamados de "Teaou-kin-keaou", "religião que extrai tendões". Judeus e muçulmanos na China compartilhavam o mesmo nome para sinagoga e mesquita, ambos chamados de "Tsing-chin sze" (Qingzhen si), "templo de pureza e verdade", nome que remonta ao século XIII. A sinagoga e as mesquitas também eram conhecidas como "Le-pae sze" (Libai si). Uma inscrição indicava que o judaísmo já fora conhecido como "Yih-tsze-lo-nee-keaou" (religião israelita) e que as sinagogas eram chamadas de "Yih-tsze lo née leen" (templo israelita), mas esse uso foi desaparecendo.
Também foi relatado que a competição com a Igreja Católica e com o islamismo foram fatores que contribuíram para o desaparecimento do cristianismo da Igreja do Oriente na China; os católicos também consideravam a Igreja do Oriente como herética, referindo-se a "controvérsias com os emissários de [...] Roma, e o progresso do islamismo, que corroeram os alicerces de suas antigas igrejas."
Kublai Khan intensificou as leis anti-muçulmanas contra o abate halal, sob pressão de cristãos como Isa Kelemechi, que serviram na corte de Kublai, de acordo com Rashid al-Din. Isa Kelemechi também foi fundamental para reforçar as proibições anti-muçulmanas nos domínios mongóis, como a proibição do abate halal e da circuncisão, e, segundo Rashid al-Din, incentivou a denúncia dos muçulmanos. Isa Kelemechi também demonstrou a Khubilai o preceito muçulmano de "Mate os politeístas, todos eles", aumentando a desconfiança dos mongóis em relação aos muçulmanos. Segundo Rashid al-Din, como resultado "a maioria dos muçulmanos deixou Khitai".

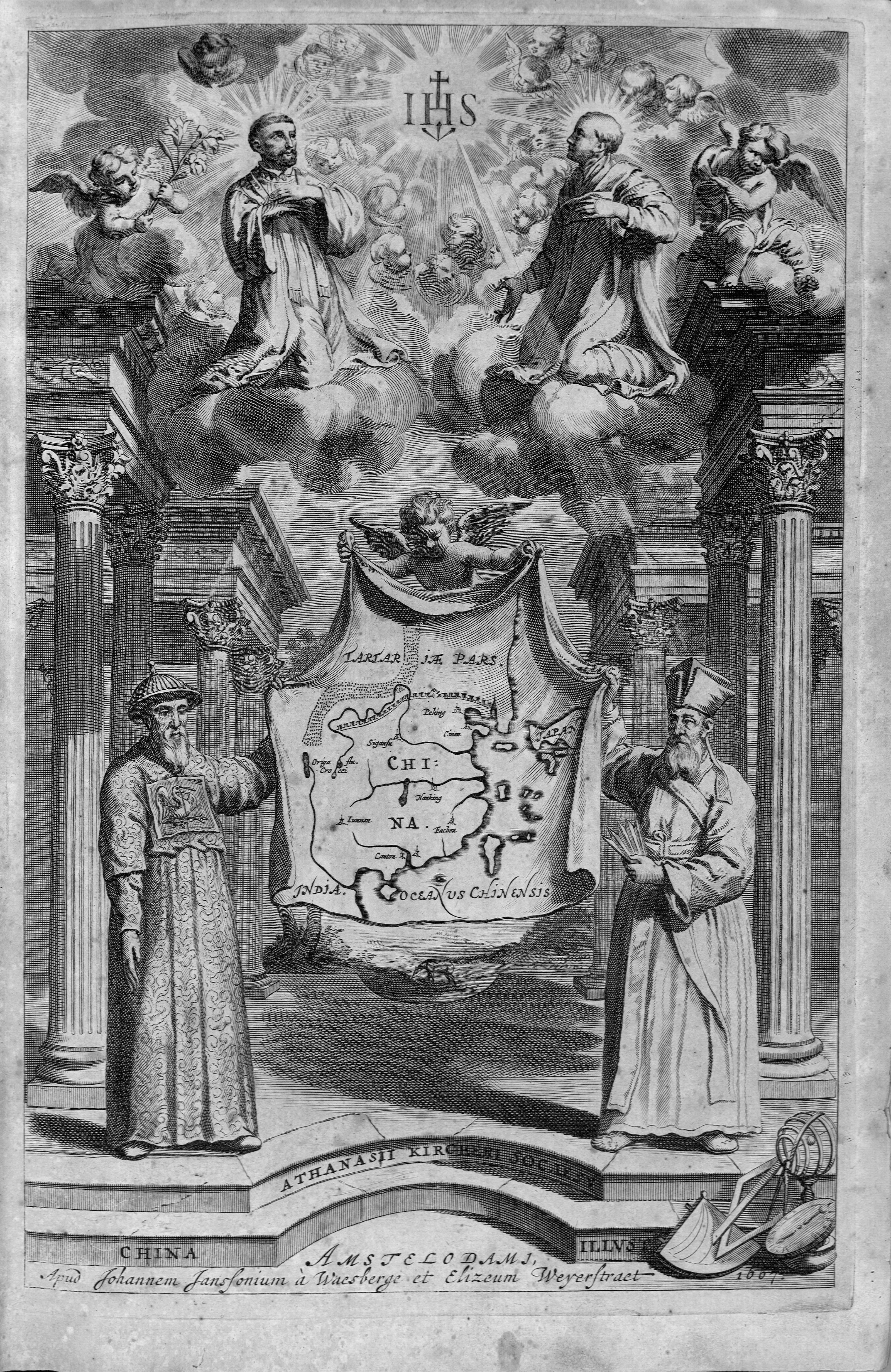
O frontispício da China Illustrata (1667) de Athanasius Kircher, que mostra Francis Xavier e Ignatius of Loyola adorando o monograma de Cristo no Céu enquanto Johann Adam Schall von Bell e Matteo Ricci trabalham nas missões jesuíticas na China

#### Missões jesuíticas na China
No século XVI, não há informações confiáveis sobre cristãos praticantes permanecendo na China. Pouco tempo após o estabelecimento do contato marítimo direto europeu com a China, em 1513, e a criação da Sociedade de Jesus em 1540, ao menos alguns chineses passaram a se envolver com o esforço jesuítico. Já em 1546, dois meninos chineses foram matriculados no Colégio de São Paulo dos jesuítas, em Goa, capital da Índia portuguesa. Antonio, um desses dois chineses cristãos, acompanhou São Francisco Xavier, cofundador dos jesuítas, quando este decidiu iniciar o trabalho missionário na China. No entanto, Xavier não conseguiu encontrar uma forma de entrar no continente chinês e faleceu em 1552 na Ilha Shangchuan, ao largo da costa de Guangdong.
Com o Império Português estabelecendo um enclave na Península de Macau, na Ilha Zhongshan, os jesuítas estabeleceram uma base próxima na Ilha Verde (atual bairro Ilha Verde de Macau). Alessandro Valignano, o novo gerente regional ("Visitador") da ordem, chegou a Macau em 1578–1579 e fundou o Colégio de São Paulo, Macau para começar a treinar os missionários na língua e cultura chinesas. Ele solicitou ajuda dos membros da ordem em Goa para trazer linguistas com talento adequado para compor o corpo docente do colégio e iniciar a missão com afinco.

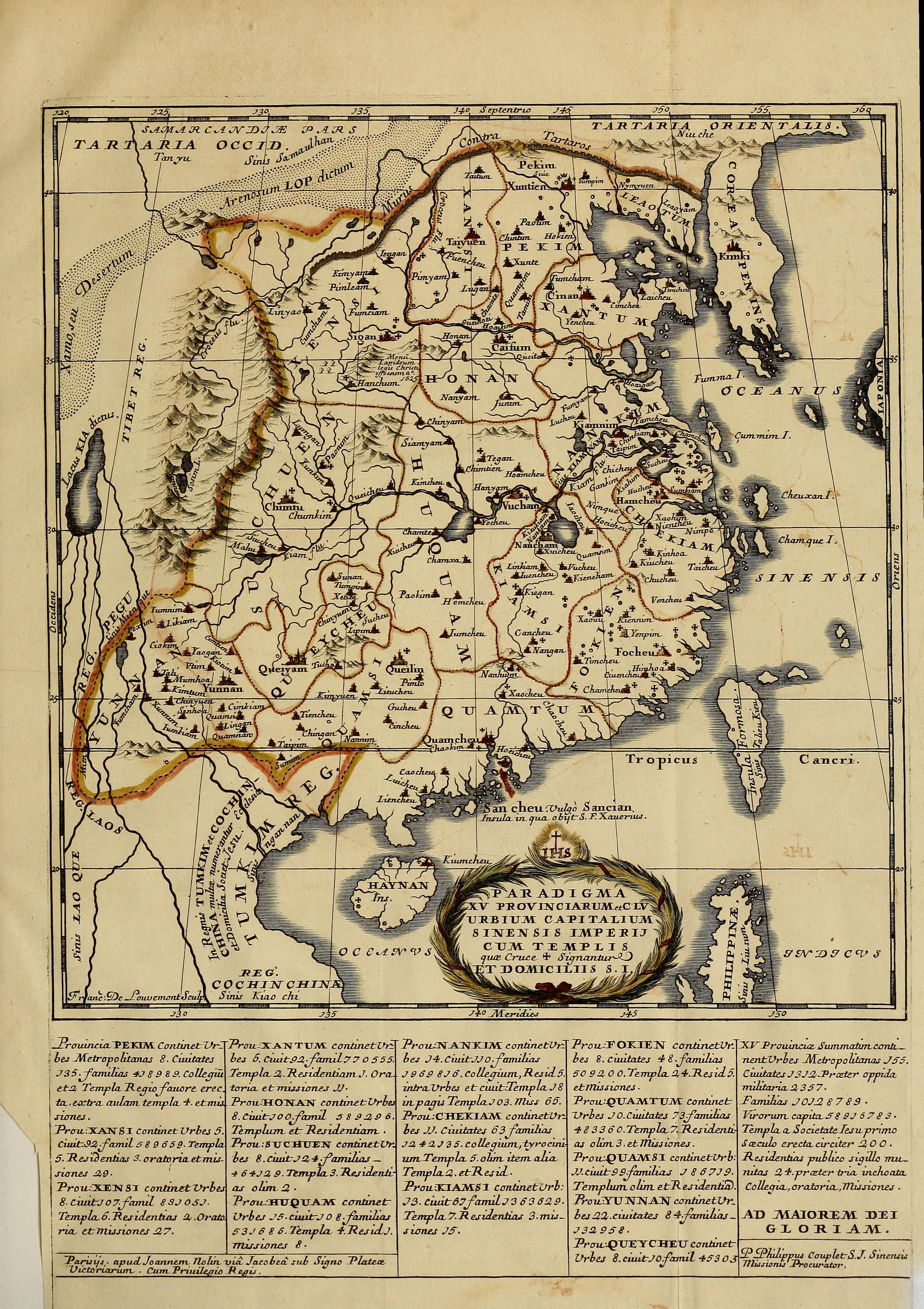
Um mapa das cerca de 200 igrejas e missões jesuíticas estabelecidas na China na época da Confúcio, Filósofo dos Chineses (1687) de Philippe Couplet e colaboradores

Em 1582, os jesuítas recomeçaram o trabalho missionário dentro da China, introduzindo a ciência ocidental, a matemática, a astronomia e a cartografia. Missionários como Matteo Ricci e Johann Adam Schall von Bell escreveram catecismos chineses e converteram influentes pessoas, como Xu Guangqi, estabelecendo assentamentos cristãos por todo o país e aproximando-se da corte imperial, especialmente do Ministério dos Ritos, que supervisionava a astronomia e a astrologia oficiais chinesas. Ricci e outros, incluindo Michele Ruggieri, Philippe Couplet e François Noël, empreenderam um esforço de um século para traduzir os clássicos chineses para o latim e difundir o conhecimento da cultura e história chinesas na Europa, influenciando o desenvolvimento do Iluminismo.
Os jesuítas também promoveram fenômenos de hibridização artística na China, como a produção de cloisonné cristão chinês.
A introdução da Ordem dos Franciscanos (o primeiro contingente de clero da Igreja Católica a ter chegado durante essa era) e de outras ordens missionárias, contudo, levou a uma longa controvérsia acerca dos costumes chineses e dos nomes dados a Deus. Os jesuítas, os burocratas eruditos laicos e, eventualmente, o próprio Imperador Kangxi sustentaram que a veneração chinesa aos ancestrais e a veneração a Confúcio eram rituais respeitosos, porém não religiosos, compatíveis com a doutrina cristã; outras ordens apontaram para as crenças do povo comum da China para demonstrar que se tratava de idolatria e que os nomes comuns chineses para Deus confundiam o Criador com a Sua criação. Agindo com base na reclamação do Bispo de Fujian, O Papa Clemente XI finalmente pôs fim à controvérsia com um banimento decisivo em 1704; Em 1707, seu legato Charles-Thomas Maillard De Tournon emitiu a excomunhão sumária e automática de qualquer cristão que permitisse rituais confucionistas assim que a notícia chegasse até ele. Naquela época, contudo, Tournon e o Bispo Maigrot demonstraram tal extrema ignorância ao questionar diante do trono que o Imperador Kangxi determinou a expulsão dos missionários cristãos incapazes de obedecer aos termos do catecismo chinês de Ricci. As políticas de Tournon, confirmadas pela bula de Clemente em 1715, Ex illa die, levaram ao rápido colapso de todas as missões pela China, com os últimos jesuítas — obrigados a manter a lealdade às decisões papais — finalmente sendo expulsos após 1721. Só em 1939 a Igreja Católica revisitou sua posição, com o Papa Pio XII permitindo algumas formas de costumes chineses. O Concílio Vaticano II posteriormente confirmou a nova política.

### Séculos XVII a XVIII
Novas ondas de missionários chegaram à China durante a dinastia Qing (1644–1911) como resultado do contato com potências estrangeiras. A Ortodoxia Russa foi introduzida em 1715 e os protestantes começaram a adentrar a China em 1807.
O Imperador Yongzheng era firmemente contra os convertidos ao cristianismo entre os seus próprios manchus. Ele advertiu que os manchus deveriam seguir apenas a maneira manchu de adorar o Céu, pois diferentes povos adoravam o Céu de maneiras diferentes. Ele afirmou:
O Senhor do Céu é o próprio Céu. . . . No império temos um templo para honrar o Céu e sacrificar a Ele. Nós, manchus, temos o Tiao Tchin. No primeiro dia de cada ano queimamos incenso e papel para honrar o Céu. Nós, manchus, temos nossos próprios rituais para honrar o Céu; os mongóis, chineses, russos e europeus também têm os seus próprios rituais para honrar o Céu. Eu nunca disse que ele [Urcen, um filho de Sun] não poderia honrar o Céu, mas que cada um tem sua maneira de fazê-lo. Como manchu, Urcen deve fazê-lo como nós.

### Séculos XIX a XX

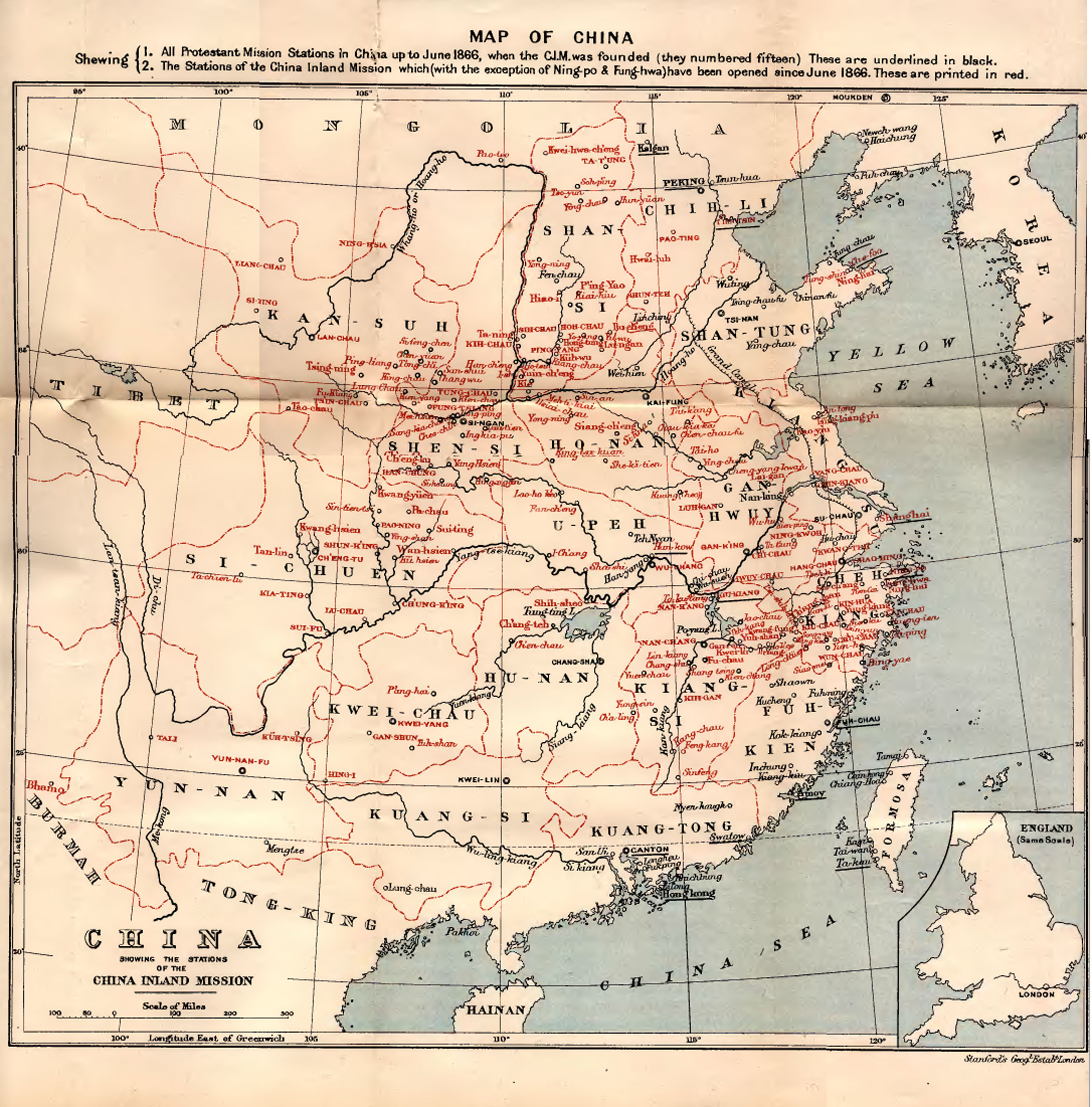
Estações da China Inland Mission em 1902, com centros em Zhejiang, e entre Gansu, Shanxi, Shaanxi e Henan.

Na década de 1840, a China tornou-se um destino importante para missionários protestantes vindos da Europa e dos Estados Unidos. Missionários católicos, que haviam sido banidos por um período, retornaram algumas décadas depois. É difícil determinar um número exato, mas a historiadora Kathleen Lodwick estima que cerca de 50.000 estrangeiros tenham atuado em missões na China entre 1809 e 1949, incluindo protestantes e católicos. Eles encontraram oposição significativa de elites locais, comprometidas com o confucionismo e ressentidas com os sistemas éticos ocidentais. Missionários eram frequentemente vistos como parte do imperialismo ocidental. A elite instruída temia pela manutenção de seu poder. O poder dos mandarins estava ligado ao conhecimento dos clássicos chineses — todos os funcionários do governo precisavam passar por exames extremamente difíceis sobre confucionismo. A elite que detinha o poder temia que isso pudesse ser substituído pela Bíblia, treinamento científico e educação ocidental. De fato, o sistema de exames foi abolido no início do século XX por reformadores que admiravam os modelos ocidentais de modernização.
O objetivo principal era a conversão, mas foram feitas relativamente poucas. Os missionários foram muito mais bem-sucedidos em estabelecer escolas, bem como hospitais e dispensários. Eles evitavam a política chinesa, mas eram firmes opositores do ópio. Os governos ocidentais podiam protegê-los nos portos de tratados, mas fora dessas áreas limitadas eles ficavam à mercê dos oficiais locais, estando sujeitos a ameaças constantes. Eles foram alvos primários de ataques e assassinatos pelos Boxers em 1900.

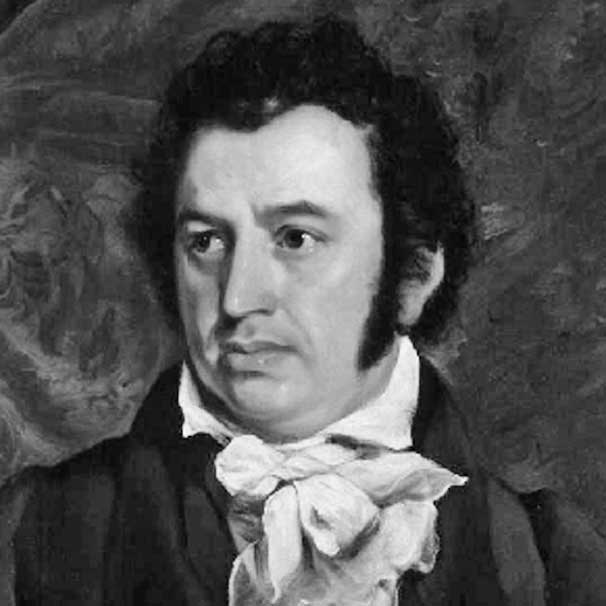
Robert Morrison, da London Missionary Society.

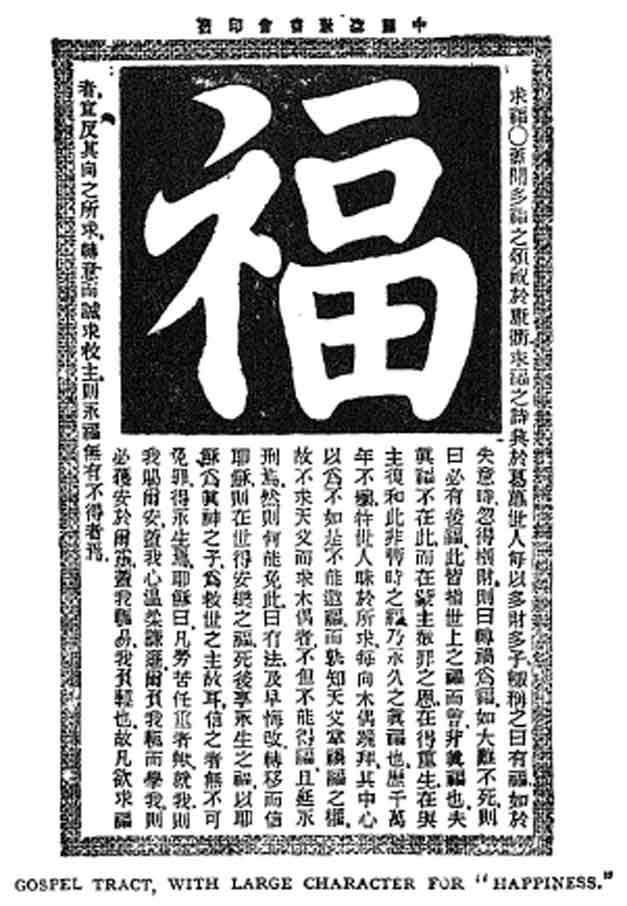
Um panfleto evangélico impresso pela China Inland Mission, com uma abordagem fundamentalista

#### Missões protestantes
Cem e quarenta anos de trabalho missionário protestante começaram com Robert Morrison, que chegou a Macau em 4 de setembro de 1807. Morrison produziu uma tradução da Bíblia para o chinês. Ele também compilou um dicionário chinês para o uso de ocidentais. A tradução da Bíblia levou 12 anos e a conclusão do dicionário, 16 anos.

#### Leis hostis
O código do governo Qing incluía uma proibição contra "Feiticeiros, Bruxas e todas as Superstições". O Imperador Jiaqing, em 1814, acrescentou uma sexta cláusula com referência ao cristianismo, modificada em 1821 e impressa em 1826 pelo Imperador Daoguang, proibindo aqueles que divulgavam o cristianismo entre os chineses Han e os manchus. Os cristãos que não renunciavam à sua conversão deveriam ser enviados para cidades muçulmanas em Xinjiang, para serem entregues como escravos a líderes e beys. Alguns esperavam que o governo chinês fizesse distinção entre protestantismo e Igreja Católica, uma vez que a lei era direcionada a Roma, mas depois que missionários protestantes, em 1835–36, forneceram livros cristãos aos chineses, o Imperador Daoguang exigiu saber quem eram os "nativos traidores em Cantão que lhes forneceram os livros".

#### Crescimento rápido após 1842
O ritmo da atividade missionária aumentou consideravelmente após a Primeira Guerra do Ópio em 1842. Missionários cristãos e suas escolas, sob a proteção das potências ocidentais, passaram a desempenhar um papel importante na ocidentalização da China durante os séculos XIX e XX. Liang Fa trabalhava em uma gráfica em Guangzhou e passou a conhecer Robert Morrison em 1810, que havia traduzido a Bíblia para o chinês e necessitava da impressão dessa tradução. Quando William Milne chegou a Guangzhou em 1813 e trabalhou com Morrison na tradução da Bíblia, ele também conheceu Liang, que foi batizado em 1816. Em 1827, Liang foi ordenado por Morrison, tornando-se assim um missionário da London Missionary Society e o primeiro ministro protestante e evangelista chinês.
Durante a década de 1840, missionários ocidentais divulgaram o cristianismo em portos designados oficialmente abertos ao comércio estrangeiro. A Rebelião Taiping (1850–1864) teve origem na influência dos missionários sobre seu líder Hong Xiuquan, que se autodenominava o irmão mais novo de Jesus Cristo, mas foi denunciado como herético pelos grupos cristãos ortodoxos. A revolta de Hong contra o governo Qing levou ao estabelecimento do Reino Celestial Taiping, com sua capital fixada em Nanjing. Hong chegou a controlar partes significativas do sul da China; em seu auge, o Reino Celestial Taiping governava cerca de 30 milhões de pessoas. O regime teocrático e militarista de Hong instituiu reformas sociais que incluíam a estrita separação dos sexos, a abolição da ligação dos pés, a socialização da terra, a supressão do comércio privado e a substituição do confucionismo, budismo e religião popular chinesa pela versão cristã de Hong. A rebelião Taiping foi eventualmente sufocada pelo exército Qing, auxiliado por forças francesas e britânicas. Com um número estimado de 20 a 30 milhões de mortos devido à guerra e à fome resultante, esta guerra civil é considerada um dos conflitos mais mortais da história. Sun Yat-sen e Mao Zedong viam os Taiping como revolucionários heróicos que lutaram contra um sistema feudal corrupto.

#### Hospitais e escolas
Os cristãos estabeleceram clínicas e hospitais e forneceram treinamento para enfermeiros. Tanto católicos quanto protestantes fundaram instituições educacionais do ensino fundamental até o nível universitário. Algumas das universidades chinesas mais proeminentes tiveram origem em instituições fundadas por missões religiosas. Os missionários trabalharam para abolir práticas como a ligação dos pés e o tratamento injusto das empregadas, além de promoverem trabalho de caridade e a distribuição de alimentos aos necessitados. Eles também se opuseram ao comércio do ópio e ofereceram tratamento para muitos dependentes.
Vários líderes iniciais da República da China eram convertidos ao cristianismo e foram influenciados por seus ensinamentos, como Sun Yat-sen.

#### Expansão além das cidades portuárias

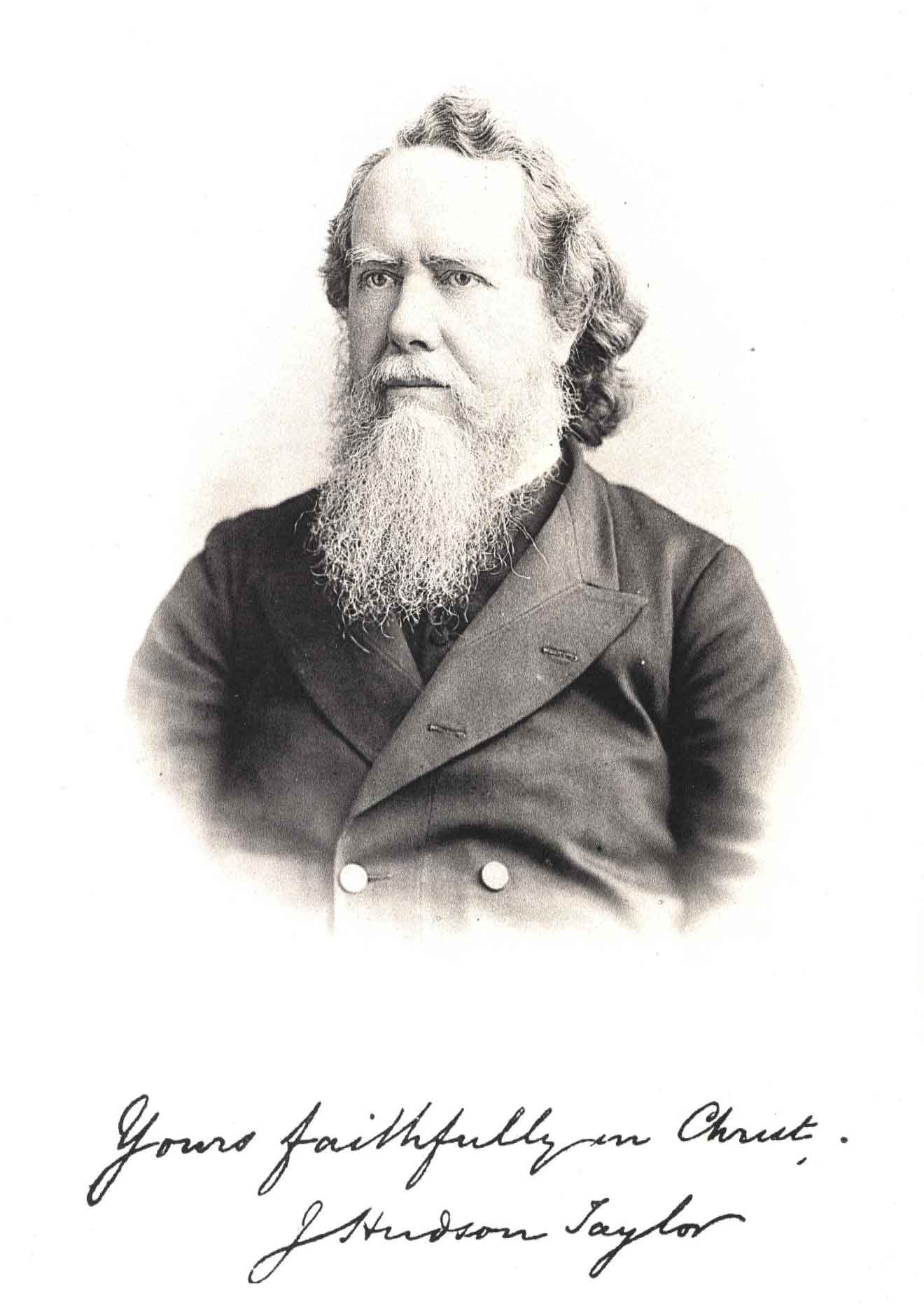
Hudson Taylor (1832–1905), líder da China Inland Mission

No início da década de 1860, o movimento Taiping estava quase extinto e as missões protestantes, na época, estavam confinadas a cinco cidades costeiras. No final do século, entretanto, a situação mudou drasticamente. Diversas novas sociedades missionárias foram organizadas e milhares de missionários passaram a atuar em todas as regiões da China. Essa transformação pode ser atribuída aos tratados desiguais que forçaram o governo chinês a admitir missionários ocidentais no interior do país, bem como à empolgação causada pelo Grande Despertar de 1859 na Grã-Bretanha. Um papel importante foi desempenhado por Hudson Taylor (1832–1905). Taylor, pertencente aos Plymouth Brethren, chegou à China em 1854. O historiador Kenneth Scott Latourette escreveu que Hudson Taylor foi "um dos maiores missionários de todos os tempos e... um dos quatro ou cinco estrangeiros mais influentes que vieram à China no século XIX para qualquer propósito."
A China Inland Mission (OMF International), sediada em Londres e com forte apelo aos anglicanos fundamentalistas e evangélicos, foi a maior agência missionária na China, e estima-se que Taylor foi responsável por mais conversões ao cristianismo do que em qualquer outro período desde os dias dos apóstolos. Dos 8.500 missionários protestantes que atuaram na China, 1.000 eram da China Inland Mission. Dixon Edward Hoste, sucessor de Hudson Taylor, expressou originalmente os princípios autônomos da Igreja dos Três Sóis, articulando o objetivo da China Inland Mission de estabelecer uma igreja chinesa indígena, livre do controle estrangeiro.

#### Serviços sociais
Na cultura social e religiosa da China imperial, existiam organizações de caridade para praticamente todos os serviços: sepultamento dos mortos, cuidado de órfãos, fornecimento de alimentos aos famintos. Esperava-se que as pessoas mais ricas de cada comunidade (normalmente os comerciantes) doassem alimentos, remédios, roupas e até dinheiro aos necessitados. Segundo Caroline Reeves, historiadora do Emmanuel College em Boston, isso começou a mudar com a chegada dos missionários americanos no final do século XIX, que justificavam sua presença afirmando que estavam ali para ajudar os pobres chineses.
Em 1865, quando a China Inland Mission começou a atuar, já existiam trinta grupos protestantes diferentes trabalhando na China. Contudo, a diversidade de denominações representadas não se traduziu em um maior número de missionários em campo. Nas sete províncias onde os missionários protestantes já atuavam, havia uma população estimada de 204 milhões de pessoas com apenas 91 trabalhadores, enquanto outras onze províncias do interior da China, com uma população estimada em 197 milhões, ainda não tinham sido alvo de nenhuma tentativa missionária. Além da London Missionary Society e da American Board of Commissioners for Foreign Missions, havia missionários afiliados aos Batistas, presbiterianos, metodistas, episcopais e wesleyanos. A maioria dos missionários era originária da Inglaterra, Estados Unidos, Suécia, França, Alemanha, Suíça ou Holanda.

#### Livros seculares
Além da publicação e distribuição de literatura cristã e das Bíblias, o movimento missionário protestante na China também difundiu o conhecimento por meio de outras obras impressas de história e ciência. À medida que os missionários atuavam entre os chineses, estabeleceram e desenvolveram escolas e introduziram técnicas médicas ocidentais. As escolas missionárias eram vistas com certa desconfiança pelos professores tradicionais chineses, mas se destacavam por oferecer uma educação básica a chineses pobres, meninos e meninas, que antes não tinham esperança de estudar em uma escola até os dias da República da China.

#### Oposição
Os assuntos locais na China estavam sob o controle de oficiais locais e da gentry proprietária de terras, que lideraram a oposição ao trabalho missionário. Segundo o historiador Paul Varg:

A hostilidade dos chineses aos missionários baseava-se, primeiramente, no fato de que o cristianismo ocidental era totalmente estranho e incompreensível para eles. Havia também a oposição baseada no que eles entendiam, ou seja, o programa revolucionário dos missionários. Os literatos perceberam desde o início que a cristianização os privaria de seu poder. A hostilidade era tão intensa que poucos missionários consideravam valer a pena fazer qualquer esforço para conquistá-los.

Em dezembro de 1897, Wilhelm II declarou sua intenção de tomar território na China, o que desencadeou uma "corrida por concessões", pela qual a Grã-Bretanha, França, Rússia e Japão também asseguraram sua própria esfera de influência na China. Após o governo alemão assumir Shandong, muitos chineses temeram que os missionários estrangeiros — e possivelmente todas as atividades cristãs — fossem tentativas imperialistas de "dividir o melão", isto é, colonizar a China pedaço por pedaço.
A gentry local publicou literatura de ódio contra os missionários estrangeiros. Um panfleto mostrava missionários estrangeiros orando para porcos crucificados — o termo católico para Deus era Tianzhu (Senhor Celestial), sendo que o caractere "zhu" possui a mesma pronúncia da palavra para "porco". O panfleto também mostrava clérigos cristãos envolvidos em orgias após os cultos dominicais e removendo as placentas, seios e testículos de chineses sequestrados, concluindo com repetidos apelos para seu extermínio por vigilantes e pelo governo.
A Revolta dos Boxers foi em grande parte uma reação contra o cristianismo na China. Missionários foram assediados e assassinados, juntamente com dezenas de milhares de convertidos. Em 1895, o manchu Yuxian, um magistrado da província, contou com a ajuda da Big Swords Society para combater bandidos. Os Big Swords, embora praticassem métodos heterodoxos, não eram considerados bandidos pelas autoridades chinesas. Eles esmagaram implacavelmente os bandidos, mas estes se converteram à Igreja Católica, pois lhes conferia imunidade legal sob a proteção dos estrangeiros. Em seguida, os Big Swords atacaram e incendiaram as igrejas católicas dos bandidos. Yuxian executou apenas alguns líderes dos Big Swords, sem punir mais ninguém. Outras sociedades secretas começaram a surgir após esse episódio.
Em Pingyuan, local de outra insurreição e de grandes disputas religiosas, o magistrado do condado observou que os convertidos chineses ao cristianismo estavam se aproveitando do poder de seu bispo para ajuizar processos falsos, que, após investigação, se mostraram infundados.
Missionários católicos franceses atuavam na China; eles eram financiados por apelos nas igrejas francesas para arrecadar fundos. A Holy Childhood Association (L'Oeuvre de la Sainte Enfance) foi uma instituição de caridade católica fundada em 1843 para resgatar crianças chinesas do infanticídio. Ela foi alvo de protestos anti-cristãos, notadamente no Massacre de Tianjin em 1870. Os tumultos, provocados por falsos rumores sobre o assassinato de bebês, resultaram na morte de um cônsul francês e desencadearam uma crise diplomática.

#### Popularidade e crescimento indígena (1900–1925)

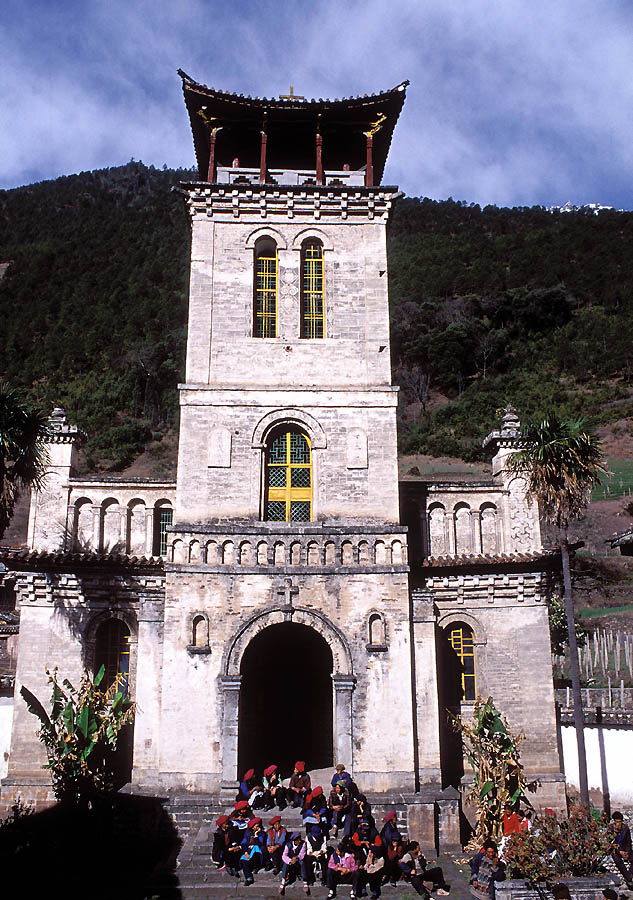
Uma igreja católica às margens do rio Lancang em Cizhong, Yunnan. Foi construída por missionários franceses no meio do século XIX, mas foi incendiada durante o movimento anti-estrangeiro em 1905 e reconstruída na década de 1920. A congregação é composta principalmente por tibetanos, mas alguns membros são de etnias Han, naxi, lisu, yi, bai e hui.

Muitos estudiosos consideram o período entre a Rebelião dos Boxers e a Segunda Guerra Sino-Japonesa como uma era de ouro do cristianismo chinês, com um rápido crescimento de convertidos e a construção de igrejas em várias regiões da China. Paul Varg argumenta que os missionários americanos trabalharam arduamente para transformar a China:

O crescimento do movimento missionário nas primeiras décadas do século XX teceu um vínculo entre o público frequentador de igrejas americano e a China que não existia entre os Estados Unidos e qualquer outro país. O número de missionários aumentou de 513 em 1890 para mais de 2.000 em 1914, e em 1920 havia 8.325 missionários protestantes na China. Em 1927, havia dezesseis universidades e faculdades americanas, dez escolas profissionais de nível universitário, quatro escolas de teologia e seis escolas de medicina. Essas instituições representavam um investimento de 19 milhões de dólares. Em 1920, 265 escolas secundárias cristãs existiam, com um total de 15.213 alunos. Havia milhares de escolas primárias; apenas os presbiterianos possuíam 383 escolas primárias com cerca de 15.000 alunos.

Campanhas extensivas de arrecadação de fundos e publicidade foram realizadas nos Estados Unidos. Os católicos americanos também apoiaram grandes operações missionárias na China.
Após a Conferência Mundial Missionária de 1910 em Glasgow, os missionários protestantes promoveram energicamente o que chamaram de "indigenização", ou seja, a transferência da liderança das igrejas para líderes cristãos locais. A YMCA Nacional Chinesa foi a primeira a fazê-lo. Na década de 1920, um grupo de líderes eclesiásticos formou o Conselho Cristão Nacional da China para coordenar a atividade interdenominacional. Entre esses líderes estava Cheng Jingyi, que teve influência na Conferência de Glasgow com seu apelo por uma igreja não denominacional. Esse processo preparou o caminho para a criação da Igreja de Cristo na China, uma igreja unificada não denominacional.
Após a Primeira Guerra Mundial, o Movimento da Nova Cultura fomentou um ambiente intelectual que promovia a ciência e a democracia. Embora alguns dos líderes do movimento, como Chen Duxiu, inicialmente tenham expressado admiração pelo papel do cristianismo na construção das nações ocidentais e aprovado a ênfase no amor e no serviço social, o cristianismo passou a ser identificado, aos olhos de muitos jovens chineses, com o controle estrangeiro sobre a China. O Movimento Anti-Cristão de 1923 atacou missionários e seus seguidores, alegando que nenhuma religião era científica e que a igreja cristã na China era uma ferramenta dos estrangeiros. Alguns protestantes chineses, como os liberais David Z. T. Yui, chefe da YMCA Nacional Chinesa, e Y. T. Wu, Wu Leichuan, T. C. Chao e o teologicamente mais conservador Chen Chonggui, responderam desenvolvendo programas sociais e teologias voltadas ao fortalecimento da nação chinesa. Y. C. James Yen, graduado pela Universidade de Yale, liderou um Movimento de Reconstrução Rural.[carece de fontes?]
Vários líderes políticos do período republicano eram cristãos protestantes, incluindo Sun Yat-sen, Chiang Kai-shek, Feng Yuxiang e Wang Zhengting. Escritores proeminentes incluem Lin Yutang, que renunciou ao cristianismo por várias décadas. Sua trajetória de fé — passando do cristianismo para o taoísmo e budismo, e retornando ao cristianismo em sua vida posterior — foi registrada em seu livro From Pagan to Christian (1959).
Lottie Moon (1840–1912), representando os batistas do sul, foi a missionária mulher mais proeminente. Embora uma feminista orientada para a igualdade que rejeitava o domínio masculino, os batistas do sul a memorializaram como uma dama sulista que seguia papéis tradicionais de gênero.

#### Missões médicas
As missões médicas na China, a partir do final do século XIX, lançaram as bases para a medicina moderna no país. Missionários médicos ocidentais estabeleceram as primeiras clínicas e hospitais modernos, ofereceram o primeiro treinamento para enfermeiros e fundaram as primeiras escolas de medicina na China. Em 1901, a China era o destino mais popular para missionários médicos. Os 150 médicos estrangeiros operavam 128 hospitais e 245 dispensários, tratando 1,7 milhão de pacientes. Em 1894, os missionários médicos homens representavam 14% de todos os missionários; as médicas eram 4%. A educação médica moderna na China teve início no começo do século XX em hospitais administrados por missionários internacionais. Eles começaram a estabelecer escolas de formação de enfermeiros na China no final da década de 1880, mas o atendimento de homens doentes por enfermeiras mulheres era rejeitado pelas tradições locais, fazendo com que o número de estudantes chineses fosse pequeno até que essa prática se tornasse aceita na década de 1930. Também havia certa desconfiança por parte dos missionários evangélicos tradicionais, que achavam que os hospitais desviavam recursos necessários do objetivo principal das conversões.
Dos 500 hospitais na China em 1931, 235 eram administrados por missões protestantes e 10 por missões católicas. Os hospitais missionários formavam 61% dos médicos treinados pelo Ocidente, 32% dos enfermeiros e 50% das escolas de medicina. Já em 1923, a China possuía metade dos leitos hospitalares missionários do mundo e metade dos médicos missionários do mundo.
Devido à quase inexistência de médicos chineses praticando a medicina ocidental na China e em Hong Kong, a fundação de faculdades de medicina ocidental foi uma parte importante da missão médica. Essas faculdades, para a formação de médicos homens e mulheres, foram fundadas separadamente. A formação de médicas foi especialmente necessária devido à relutância das mulheres chinesas em serem atendidas por médicos do sexo masculino.
O Colégio de Medicina para Chineses de Hong Kong foi fundado em Hong Kong pela London Missionary Society em 1887 para a formação de médicos homens. Sun Yat-sen, o primeiro graduado deste colégio e fundador da China moderna, concluiu seus estudos em 1892. Hong Kui Wong (黄康衢) (1876–1961) formou-se em 1900 e depois mudou-se para Singapura, onde apoiou a Revolução Xinhai liderada por Sun Yat-sen.
O Hackett Medical College for Women, a primeira faculdade de medicina para mulheres na China, e seu hospital afiliado, conhecido como David Gregg Hospital for Women and Children (柔濟醫院), localizados em conjunto em Guangzhou, China, foram fundados pela missionária médica Mary H. Fulton (1854–1927). Fulton foi enviada pelo Foreign Missions Board da Presbyterian Church (USA), com o apoio da Lafayette Avenue Presbyterian Church de Brooklyn, Nova York, da qual David Gregg era pastor. A faculdade foi inaugurada em 1902 e oferecia um currículo médico de quatro anos. Entre suas graduadas está Lee Sun Chau.

#### Líderes cristãos indígenas
O evangelismo cristão indígena começou na China no final do século XIX. Man-Kai Wan (1869–1927) foi um dos primeiros médicos chineses a praticar a medicina ocidental em Hong Kong, foi o primeiro presidente da Associação Médica Chinesa de Hong Kong (1920–1922, precursora da Associação Médica de Hong Kong) e colega de escola secundária de Sun Yat-sen no Government Central College (atualmente Queen's College, Hong Kong). Wan e Sun se formaram no ensino médio por volta de 1886. O Dr. Wan também presidiu o conselho de um jornal cristão intitulado Great Light Newspaper (大光報), distribuído em Hong Kong e na China. Sun e Wan atuaram juntos em uma clínica de medicina ocidental. O sogro de Wan foi Au Fung-Chi (1847–1914), secretário do Departamento de Assuntos Chineses de Hong Kong, gerente do Kwong Wah Hospital em sua inauguração em 1911, e ancião da To Tsai Church (renomeada Hop Yat Church desde 1926), fundada pela London Missionary Society em 1888 e a igreja de Sun Yat-sen.

### Mudanças nacionais e sociais: a guerra contra o Japão e a Guerra Civil Chinesa (1925–1949)

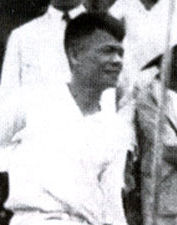
John Sung

Durante a Segunda Guerra Mundial, a China foi devastada pela Segunda Guerra Sino-Japonesa, que enfrentou a invasão japonesa, e pela Guerra Civil Chinesa, que resultou na separação de Taiwan da China continental. Nesse período, as igrejas e organizações cristãs chinesas tiveram sua primeira experiência de autonomia em relação às estruturas ocidentais das organizações missionárias. Alguns estudiosos sugerem que isso ajudou a lançar as bases para as denominações e igrejas independentes do período pós-guerra, bem como para o eventual desenvolvimento da Igreja dos Três Sóis e da Igreja Católica Patriótica. Ao mesmo tempo, o intenso período de guerra dificultou a reconstrução e o desenvolvimento das igrejas.

### Desde 1949
A República Popular da China (RPC) foi proclamada em 1º de outubro de 1949 pelo Partido Comunista Chinês (PCC), liderado por Mao Zedong, enquanto a República da China liderada pelo Kuomintang manteve seu governo em Taiwan. O historiador Daniel Bays comenta que "não é surpreendente que esse novo governo, assim como os imperadores de várias dinastias do último milênio, demonstrasse insistência em monitorar a vida religiosa e exigir que todas as religiões, por exemplo, registrassem seus locais de culto e seus líderes junto a um órgão governamental." Os missionários cristãos deixaram o país no que foi descrito por Phyllis Thompson, da China Inland Mission, como um "êxodo relutante".
A igreja protestante chinesa ingressou na era comunista tendo alcançado progressos significativos rumo à autossuficiência e autogestão. Embora o Partido Comunista Chinês seja hostil à religião em geral, ele não busca destruir sistematicamente a religião, desde que as organizações religiosas se submetam à direção do Estado chinês. Muitos protestantes aceitaram tal acomodação e foram autorizados a continuar a vida religiosa na China sob o nome de "Movimento Patriótico dos Três Sóis". Os católicos, por sua vez, com sua lealdade ao Santa Sé, não podiam se submeter ao Estado chinês como os protestantes, não obstante a disposição do Vaticano de ceder para permanecer na China continental — o nuncio papal na China não se retirou para Taiwan, como outros diplomatas ocidentais. Consequentemente, o Estado chinês organizou a Igreja Católica Patriótica que opera sem conexão com o Vaticano, enquanto os católicos que continuaram a reconhecer a autoridade do Papa ficaram sujeitos à perseguição.
Durante a Guerra da Coreia, os Estados Unidos congelaram todos os ativos chineses em solo americano e proibiram a transferência de fundos dos Estados Unidos para dentro da RPC.(p50) Entre os efeitos dessas políticas, houve o corte de financiamento para instituições culturais americanas afiliadas na China, incluindo colégios cristãos e instituições religiosas.(p50) A RPC respondeu nacionalizando as instituições culturais americanas afiliadas, incluindo as religiosas.(p50)
De 1966 a 1976, durante a Revolução Cultural, a expressão da vida religiosa na China foi efetivamente proibida, inclusive a existência da Igreja dos Três Sóis. Durante esse período de dez anos, o governo passou a reprimir e perseguir todas as religiões. Isso forçou os cristãos a se manterem discretos e a operar clandestinamente, a fim de evitar execuções pelo governo comunista.

#### Após a Revolução Cultural
As religiões na China começaram a se recuperar após as reformas econômicas chinesas da década de 1970. Em 1979, o governo restaurou oficialmente a Igreja dos Três Sóis após treze anos de inexistência, e em 1980 foi formado o Conselho Cristão da China (CCC).
Desde então, a perseguição aos cristãos na China tem sido esporádica. Durante a Revolução Cultural, os fiéis foram presos, encarcerados e, às vezes, torturados por sua fé. Bíblias foram destruídas, igrejas e casas foram saqueadas, e os cristãos foram humilhados. Milhares de cristãos foram presos entre 1983 e 1993. Em 1992, o governo iniciou uma campanha para fechar todas as reuniões não registradas. Contudo, a implementação das restrições variou amplamente entre as regiões da China, e em muitas áreas há maior liberdade religiosa.
Os membros da igreja católica clandestina na China, ou seja, aqueles que não pertencem à Igreja Católica Patriótica oficial e permanecem fiéis ao Vaticano, continuam, teoricamente, sujeitos à perseguição hoje. Na prática, entretanto, o Vaticano e o Estado chinês vêm, ao menos de maneira não oficial, acomodando-se mutuamente há algum tempo. Embora alguns bispos que se juntaram à Igreja Católica Patriótica em seus primeiros anos tenham sido condenados e até excomungados, toda a organização nunca foi declarada cismática pelo Vaticano e, atualmente, seus bispos são convidados a sínodos eclesiásticos como outros líderes católicos. Além disso, muitos clérigos e leigos clandestinos também atuam na Igreja Patriótica oficial. Ainda assim, há períodos de tensão entre o Vaticano e a Igreja Patriótica: Papa Bento XVI condenou os líderes católicos patrióticos como "pessoas que não são ordenadas, e às vezes nem mesmo batizadas", que "controlam e tomam decisões sobre questões eclesiásticas importantes, inclusive a nomeação de bispos". O Estado chinês, de fato, continua a nomear bispos e a intervir na política da igreja (mais notadamente em questões de aborto e contracepção artificial) sem consultar o Vaticano, punindo os dissidentes. Em um caso notório que atraiu atenção internacional, Thaddeus Ma Daqin, bispo auxiliar de Xangai, reconhecido tanto pelo Vaticano quanto pelo Estado chinês como sucessor do idoso Aloysius Jin Luxian, o bispo católico patriótico de Xangai (que o Vaticano também reconheceu como bispo coadjuvante), foi preso e encarcerado após renunciar publicamente aos seus cargos na Igreja Patriótica em 2012, ato considerado um desafio ao controle estatal sobre a Igreja Católica na China.
Um renascimento espiritual cristão cresceu nas primeiras décadas do século XXI. O Partido Comunista continua oficialmente ateu e mantém uma postura intolerante em relação às igrejas que não estão sob seu controle. O cristianismo tem crescido rapidamente, alcançando 67 milhões de pessoas, incluindo aquelas em igrejas não oficiais. Nos últimos anos, contudo, o Partido Comunista tem visto com desconfiança organizações com laços internacionais; tende a associar o cristianismo aos valores ocidentais subversivos, e tem fechado igrejas e escolas. Em 2015, pastores proeminentes de Hong Kong e seus associados no continente passaram a ser alvo de rigorosa vigilância por parte dos oficiais do governo.

### República Popular da China contemporânea

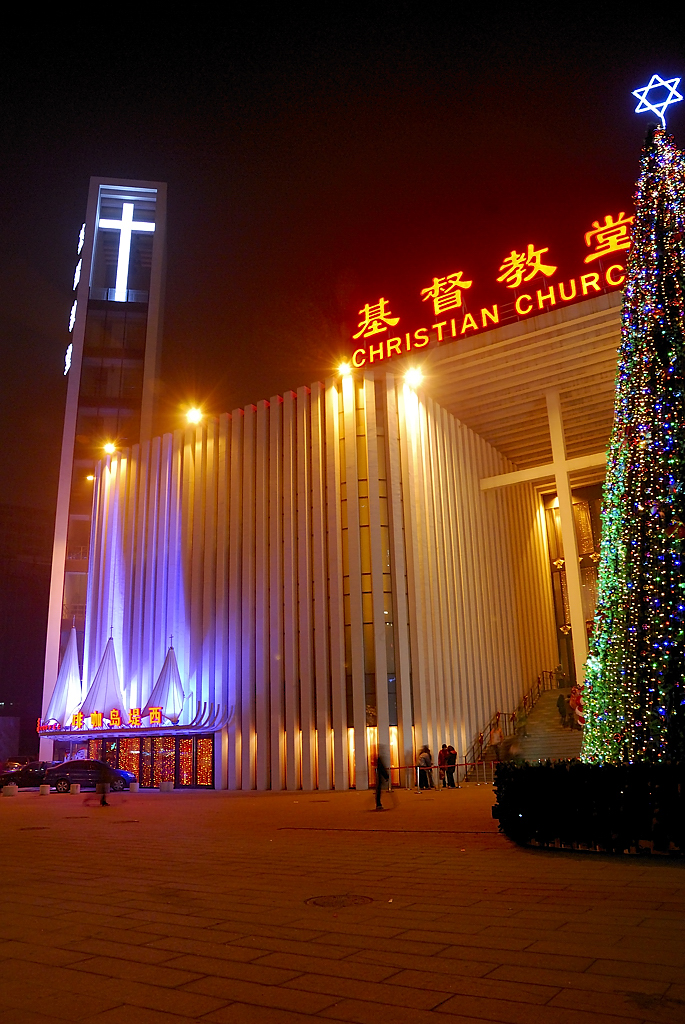
Igreja Cristã de Haidian durante o Natal de 2007, em Pequim. A Igreja de Haidian é operada pelo Movimento dos Três Sóis

#### Subdivisão da comunidade cristã

##### Organizações oficiais — a Igreja Católica Patriótica Chinesa e a Igreja Protestante
A Associação Patriótica Católica Chinesa e o protestante Movimento Patriótico dos Três Sóis são instituições cristãs centralizadas e sancionadas pelo governo, que regulam todos os encontros cristãos locais, os quais devem estar registrados sob sua alçada.

##### Igrejas não registradas
Muitos cristãos realizam reuniões fora da jurisdição das organizações aprovadas pelo governo, evitando o registro e, frequentemente, atuando de forma ilegal. Embora tenha havido perseguição contínua aos cristãos chineses ao longo do século XX, especialmente durante a Revolução Cultural, tem havido uma tolerância crescente às igrejas não registradas desde o final dos anos 1970.
Os grupos católicos são geralmente conhecidos como igreja subterrâneas, enquanto os protestantes são usualmente denominados igreja doméstica (China). As igrejas católicas clandestinas são aquelas congregações que permanecem completamente fiéis ao Papa em Roma e se recusam a se registrar como parte da Igreja Católica Patriótica. Grande parte das congregações das igrejas domésticas protestantes, que se recusam a se unir ao Conselho Cristão da China — parte da Igreja dos Três Sóis — pertencem às Igrejas Independentes Chinesas.
As autoridades locais continuaram a assediar e deter bispos, incluindo Guo Xijin e Cui Tai, que se recusaram a aderir à associação católica sancionada pelo governo. Autoridades chinesas revistaram ou fecharam centenas de igrejas domésticas protestantes em 2019, incluindo a Igreja Rock na província de Henan e as igrejas Shouwang Church e Zion Church em Pequim, cujos pastores, Jin Tianming e Jin Mingri, ficaram sob prisão domiciliar. O governo libertou alguns dos congregantes da Early Rain Covenant Church, que haviam sido presos em dezembro de 2018, mas em dezembro de 2019 um tribunal condenou o Pastor Wang Yi por "subversão do poder do Estado" e o sentenciou a nove anos de prisão. Vários governos locais, incluindo o da cidade de Guangzhou, ofereceram recompensas em dinheiro para indivíduos que delatassem as igrejas subterrâneas. Além disso, autoridades em todo o país removeram cruzes das igrejas, proibiram a participação de jovens com menos de 18 anos nos cultos e substituíram imagens de Jesus Cristo ou da Virgem Maria por fotos de Xi Jinping.

##### Igrejas Independentes Chinesas
As Igrejas Independentes Chinesas são um conjunto de instituições cristãs que se mantêm independentes das denominações ocidentais. Foram estabelecidas na China no final do século XIX e início do século XX, incluindo tanto as igrejas da "Pequena Manada" ou Igreja da Assembleia quanto a True Jesus Church. Na década de 1940, reuniam 200.000 adeptos, o que correspondia a 20% a 25% da população cristã total da época.
Miller (2006) explica que uma parte significativa das igrejas domésticas ou das congregações não registradas do espectro protestante, que se recusam a se unir ao Conselho Cristão da China, pertencem às Igrejas Independentes Chinesas. As congregações da Pequena Manada ou da True Jesus Church tendem a ser não cooperativas em relação à Igreja dos Três Sóis, pois, em sua essência, esta representa não apenas uma ferramenta do governo, mas também uma tradição cristã distinta.

##### Igreja Ortodoxa Chinesa

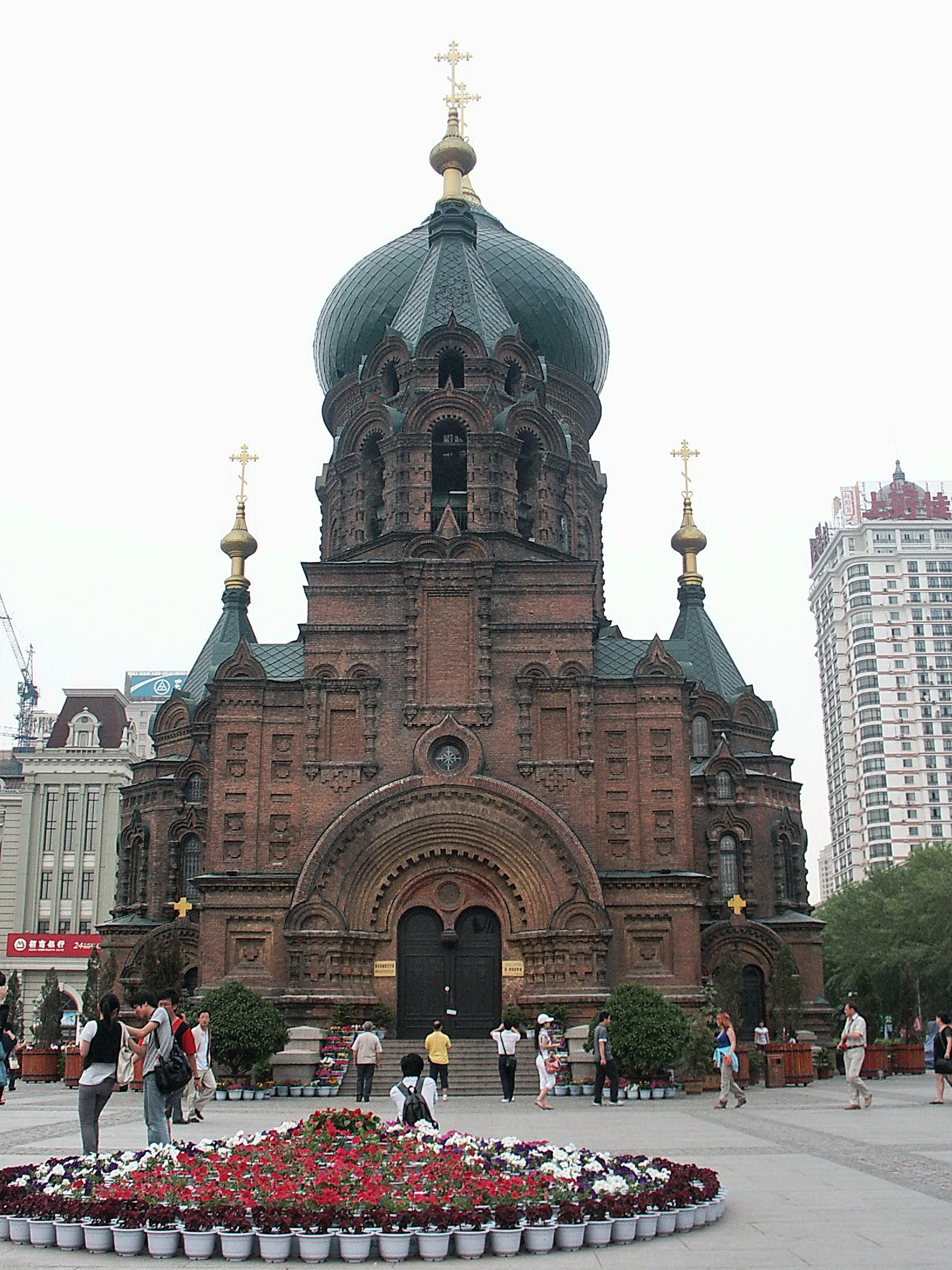
Catedral de Santa Sofia em Harbin

Há um pequeno número de adeptos da Ortodoxia Russa no norte da China, predominantemente em Harbin. A primeira missão foi realizada pelos russos no século XVII. O cristianismo ortodoxo também é praticado pela pequena minoria russa na China. A igreja opera de forma relativamente livre em Hong Kong (onde o Patriarca Ecumênico enviou um metropolita, o Bispo Nikitas, e a paróquia russa de São Pedro e São Paulo retomou suas operações) e em Taiwan (onde o archimandrita Jonah George Mourtos lidera uma igreja missionária).

##### Cristianismo Coreano
Estudiosos chineses de religião relataram que uma grande parte dos membros das redes de igrejas domésticas ou não registradas, bem como de seus pastores, é composta por coreanos residentes na China. Os pastores das igrejas independentes de Shouwang e Zion, em Pequim, são notórios por terem sido processados pelo governo e são de etnia coreana. Os pastores coreano-chineses exercem influência desproporcional sobre o cristianismo subterrâneo na China. O cristianismo tem sido uma religião influente entre os coreanos desde o século XIX e tornou-se a maior religião na Coreia do Sul após a divisão da Coreia em 1945. O cristianismo também possui forte presença na Prefeitura Autônoma Coreana de Yanbian, na província de Jilin da China.
O cristianismo dos coreanos de Yanbian apresenta um caráter patriarcal; as igrejas coreanas geralmente são lideradas por homens, ao contrário das igrejas chinesas, que frequentemente contam com liderança feminina. Por exemplo, das 28 igrejas registradas em Yanji, apenas três são congregações chinesas, e todas as igrejas coreanas têm pastores do sexo masculino, enquanto as chinesas têm pastoras. Além disso, os edifícios das igrejas coreanas de Yanbian apresentam um estilo muito similar ao das igrejas da Coreia do Sul, com grandes torres encimadas por grandes cruzes vermelhas. Igrejas coreanas e igrejas domésticas na China têm sido motivo de controvérsia para o governo chinês devido aos seus vínculos com igrejas sul-coreanas. Muitas das igrejas coreanas domésticas na China recebem apoio financeiro e ordenações pastorais de igrejas sul-coreanas, e algumas funcionam efetivamente como ramificações dessas igrejas. Missionários sul-coreanos exercem grande influência não apenas nas igrejas coreano-chinesas, mas também nas igrejas chinesas han na China continental.

##### Seitas heterodoxas
Na China, também existem diversas seitas cristãs baseadas nos ensinamentos bíblicos que são consideradas pelo governo como "ensinamentos heterodoxos" (em chinês:  {{{1}}}) ou cultos, incluindo a Eastern Lightning e os the Shouters. Eles operam, principalmente, de forma semelhante às "igrejas domésticas", ou seja, pequenos grupos de adoração que se reúnem nas casas dos membros, fora do Movimento dos Três Sóis sancionado pelo Estado.

#### Locais e prática religiosa
A partir de 2012, na China, o catolicismo conta com 6.300 igrejas, 116 dioceses ativas — das quais 97 estão sob a Igreja Católica Patriótica, 74 bispos patrióticos chineses e 40 bispos católicos não oficiais, 2.150 padres da Igreja Católica Patriótica chinesa e 1.500 padres católicos, 22 seminários patrióticos chineses (principais e secundários) e 10 seminários católicos não oficiais. No mesmo ano, existem 53.000 igrejas e locais de reunião do Movimento dos Três Sóis e 21 seminários teológicos dos Três Sóis.
Em 2010, A Igreja de Jesus Cristo dos Santos dos Últimos Dias na China revelou seus esforços contínuos para negociar com as autoridades a fim de regularizar suas atividades no país. A igreja já contava com membros expatriados adorando na China há algumas décadas, mas sob restrições. Em 31 de março de 2020, durante sua Conferência Geral, a igreja anunciou sua intenção de construir um templo em Xangai como uma "modesta casa de reuniões multipropósito." Contudo, o Bureau Municipal de Assuntos Étnicos e Religiosos de Xangai afirmou, em duas ocasiões, que não tinha conhecimento desses planos para a construção de um templo, afirmando que tais planos eram "um desejo, não baseados na realidade." Em 2024, um artigo da igreja mostrou que a localização em Xangai havia sido omitida da lista de templos anunciados pelo Presidente Russell M. Nelson.

## Demografia e geografia

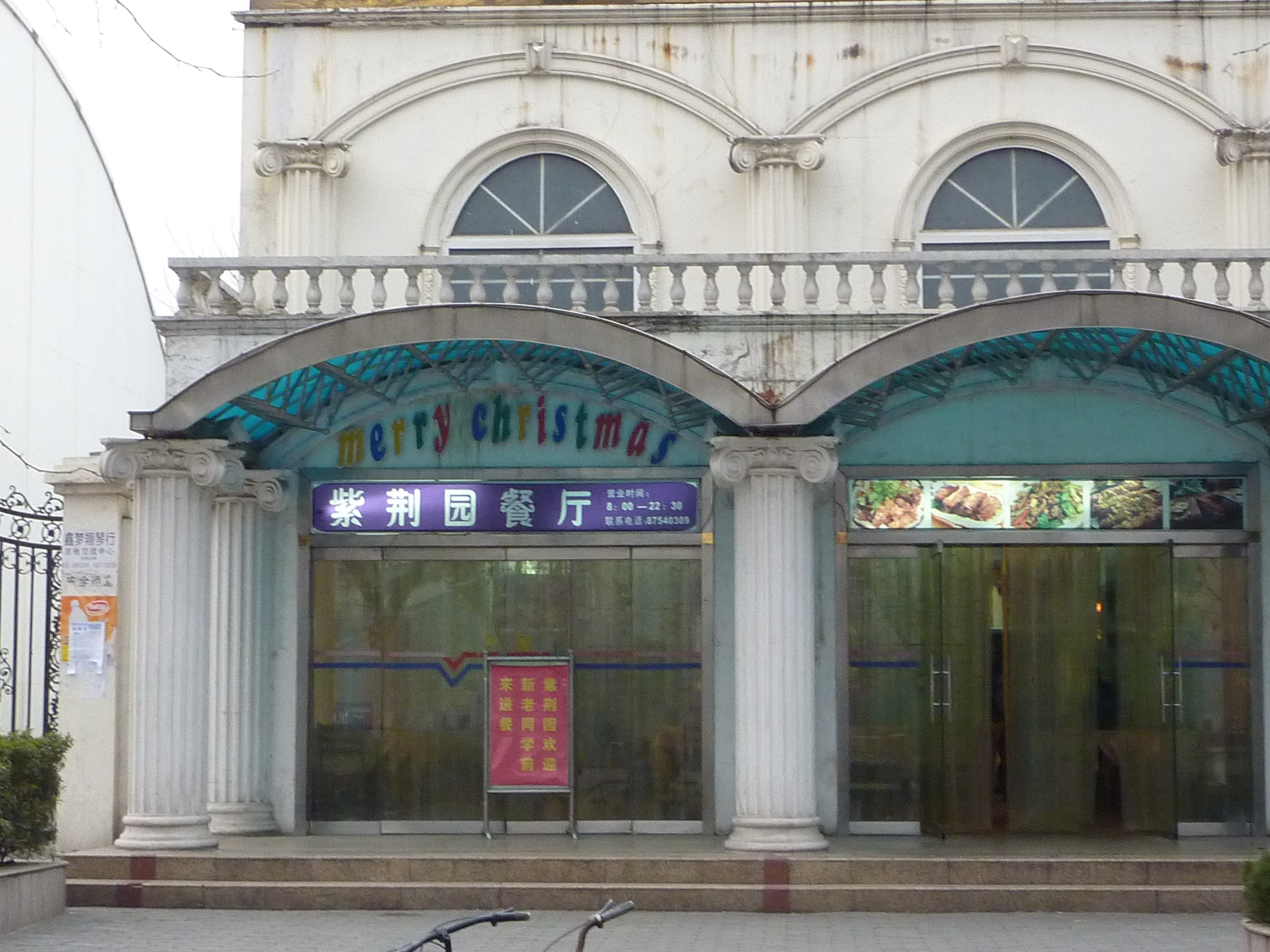
"Feliz Natal" — sinais (geralmente apenas em inglês) são comuns na China durante a temporada de festas de inverno, mesmo em áreas com pouca evidência de prática cristã

### China Continental

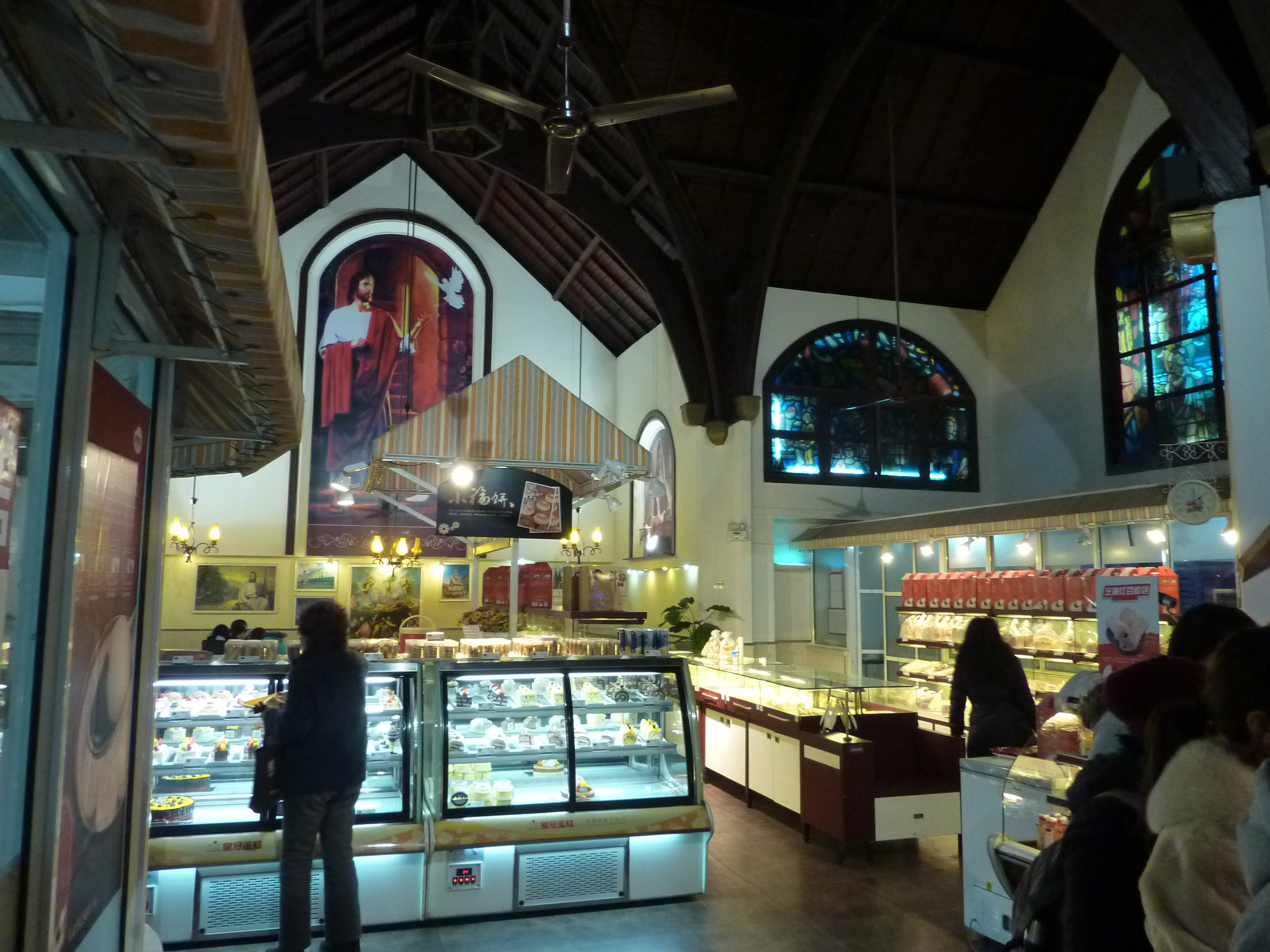
O interior de uma antiga igreja metodista em Wuhan, convertida em uma confeitaria sofisticada com decoração temática cristã

Embora diversos fatores – a vasta população chinesa e a característica abordagem chinesa em relação à religião, entre outros – contribuam para a dificuldade de obter dados empíricos sobre o número de cristãos na China, uma série de pesquisas foi realizada e publicada por diferentes agências. Os dados governamentais contam apenas os membros adultos batizados de igrejas sancionadas pelo governo. Assim, geralmente não incluem pessoas não batizadas que participam de grupos cristãos, crianças de crentes cristãos que não são maiores de idade ou outras pessoas com menos de 18 anos, e, em geral, não levam em conta grupos cristãos não registrados. Frequentemente há uma sobreposição significativa entre a membresia de corpos cristãos registrados e não registrados, uma vez que um grande número de pessoas frequenta tanto igrejas registradas quanto não registradas.
Membros oficiais

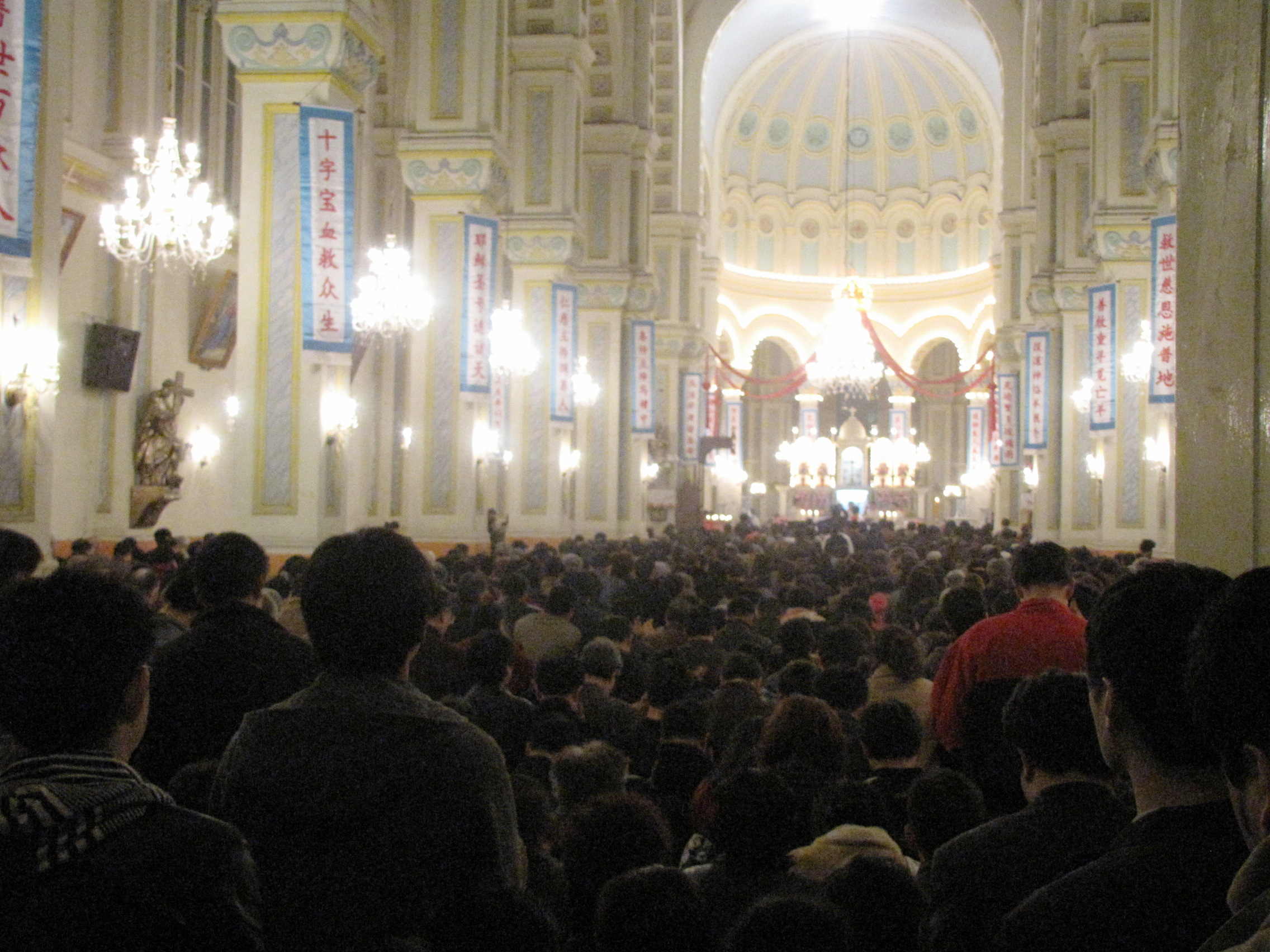
Catedral de São José em Tianjin

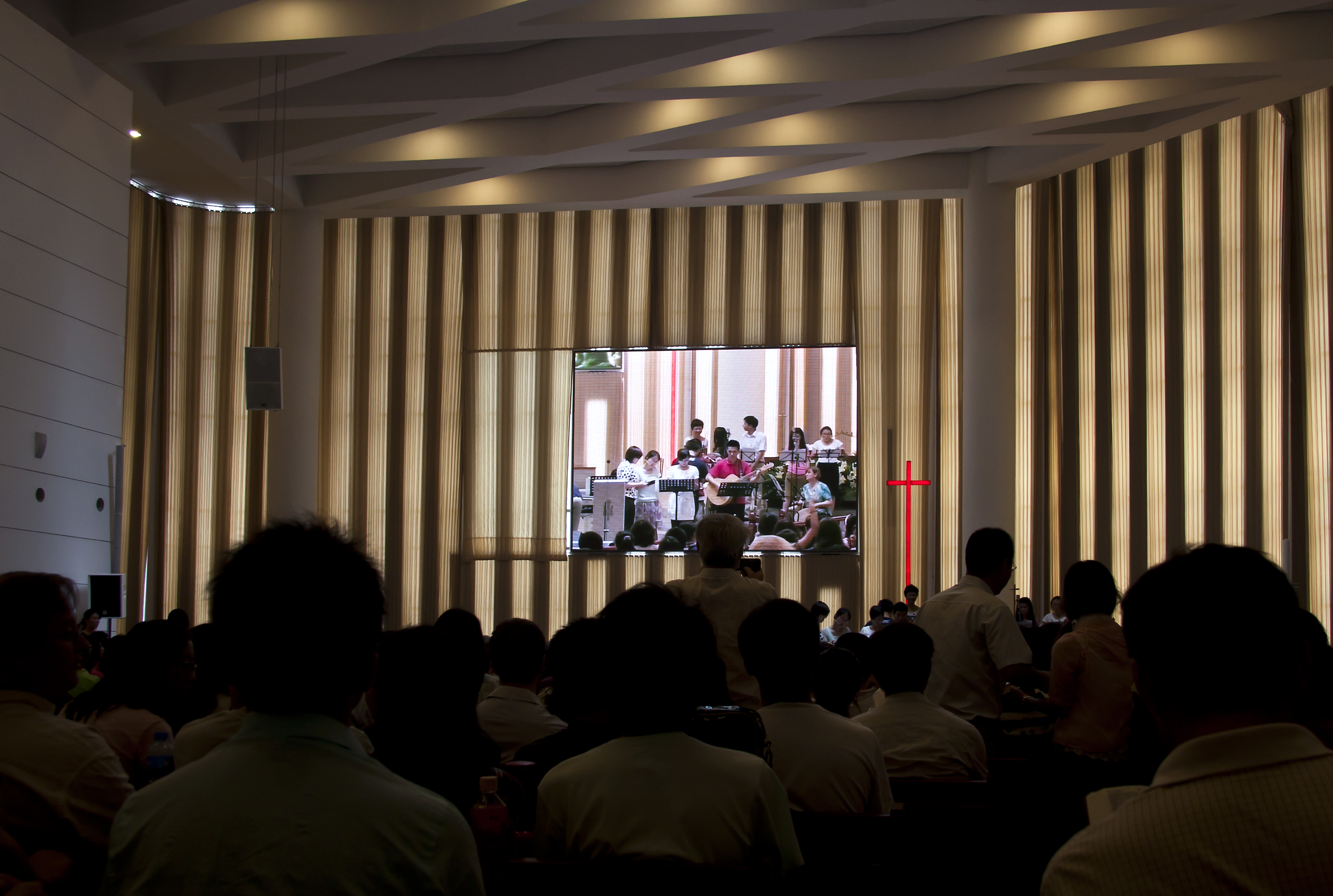
Interior da Igreja Cristã Haidian em Pequim

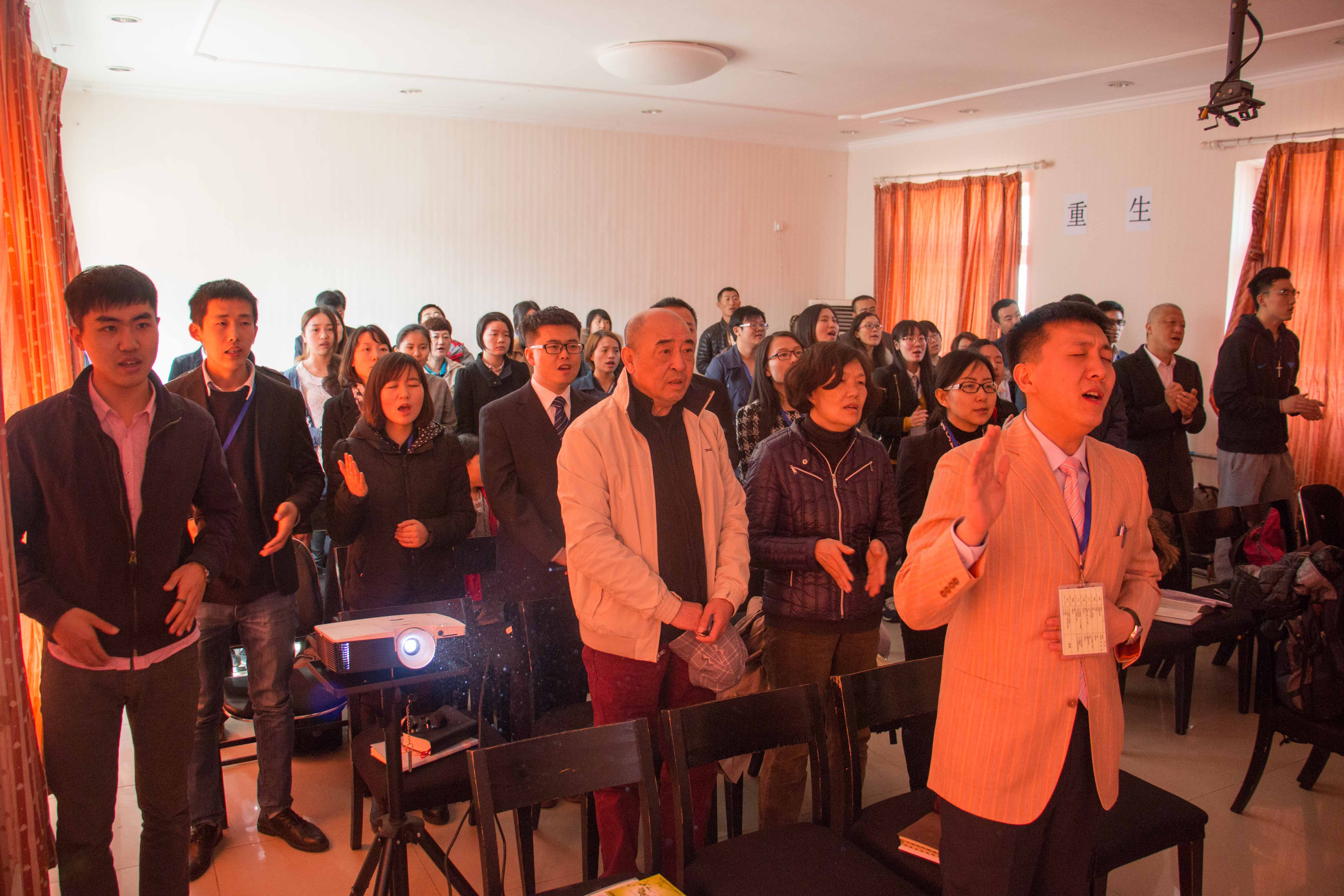
Uma igreja doméstica em Shunyi, Pequim

Em 2023, existem aproximadamente 44 milhões de cristãos chineses registrados em grupos cristãos aprovados pelo governo.(p51)
- A Igreja dos Três Autocorpos tinha uma membresia de 20 milhões de pessoas em 2012.[96]
- A Igreja Católica Patriótica tinha uma membresia de 6 milhões de pessoas em 2012.[96]

Pesquisas independentes
- Existem três pesquisas sobre religiões na China realizadas nesses anos pelo Horizon Research Consultancy Group, com uma amostragem desproporcionalmente urbana e suburbana, constataram que os cristãos representavam entre 2% e 4% da população total.[103]
- 2007: duas pesquisas foram realizadas naquele ano para contar o número de cristãos na China. Uma delas foi conduzida pelo missionário protestante Werner Bürklin, fundador da "China Partner", uma organização cristã internacional, e sua equipe de 7.409 entrevistadores em cada província e município da China. A outra pesquisa foi realizada pelo professor Liu Zhongyu, da East China Normal University de Xangai. As pesquisas foram conduzidas de forma independente e em períodos distintos, mas alcançaram os mesmos resultados.[104][105] Segundo as análises, havia aproximadamente 54 milhões de cristãos na China (≈4% da população total), dos quais 39 milhões eram protestantes e 14 milhões eram católicos.[104][105]
- 2008: uma pesquisa sobre religiões conduzida naquele ano por Yu Tao, da University of Oxford, com um esquema de pesquisa liderado e supervisionado pelo Center for Chinese Agricultural Policy (CCAP) e pela Peking University, analisando as populações rurais das seis províncias de Jiangsu, Sichuan, Shaanxi, Jilin, Hebei e Fujian, cada uma representando diferentes regiões geográficas e econômicas da China, constatou que os cristãos representavam aproximadamente 4% da população, dos quais 3,54% eram protestantes e 0,49% eram católicos.[106]
- 2008–2009: uma pesquisa domiciliar conduzida pela Chinese Academy of Social Sciences (CASS) contabilizou 23 milhões de protestantes (independentes e registrados) na China.[96]
- 2010: a "Pesquisa sobre a Vida Espiritual Chinesa" contou 33 milhões de cristãos (≈2% da população total), dos quais 30 milhões eram protestantes e 3 milhões eram católicos.[107]
- 2011: uma pesquisa realizada pelo Empirical Study of Values in China (ESVC) da Baylor constatou que 2,5% (≈30 a 40 milhões) da população da China se autoidentificava como cristã.[108]
- 2012: uma pesquisa conduzida pelo instituto China Family Panel Studies (CFPS) constatou que os cristãos formavam 2,4% da população da China Han, ou entre 30 e 40 milhões de pessoas em números absolutos.[109] Desses, 1,9% eram protestantes e 0,4% eram católicos.[109]
- Pesquisas sobre religião na China conduzidas nos anos de 2006, 2008, 2010 e 2011 pelo Chinese General Social Survey (CGSS) da Renmin University constataram que as pessoas que se autoidentificavam como cristãs eram, respectivamente, 2,1%, 2,2%, 2,1% e 2,6% da população total.[110]

#### Estimativas
- 2010: o Pew Forum on Religion & Public Life estimou mais de 67 milhões de cristãos na China, dos quais 35 milhões eram protestantes "independentes", 23 milhões eram protestantes dos Três Autocorpos, 9 milhões católicos e 20.000 cristãos ortodoxos.[111]
- 2014: estudiosos, em uma conferência pelo 60º aniversário da Igreja dos Três Autocorpos, demonstraram que a China possui cerca de 23 a 40 milhões de protestantes, o que representa de 1,7% a 2,9% da população total. A cada ano, cerca de 500.000 pessoas são batizadas como protestantes.[112][113]

Os protestantes concentram-se principalmente em três regiões: Henan, Anhui e Zhejiang. Nessas províncias, a população cristã chega a milhões, embora represente uma pequena porcentagem. Por exemplo, em Zhejiang, 2,8% da população era oficialmente protestante em 1999, acima da média nacional. Em Wenzhou, uma cidade de Zhejiang, cerca de um milhão de pessoas (aproximadamente 11%) são cristãs, a maior concentração em uma única cidade. A população protestante consiste predominantemente de pessoas analfabetas ou semi-analfabetas, idosos e mulheres. Essas características são confirmadas pelos achados da pesquisa de Yu Tao de 2008, que também constatou que o protestantismo possui a menor proporção de crentes que são, ao mesmo tempo, membros do PCC em comparação com outras religiões, e pela pesquisa do China Family Panel Studies de 2012.
A província de Hebei possui uma concentração de católicos e também abriga a cidade de Donglu, local de uma suposta aparição mariana e centro de peregrinação. De acordo com a pesquisa de Yu Tao de 2008, a população católica, embora muito menor que a dos protestantes, é, contudo, mais jovem, mais abastada e melhor educada. A pesquisa também constatou que, de forma geral, o cristianismo possui uma proporção maior de crentes pertencentes a minorias étnicas do que as outras religiões.
Existe controvérsia quanto à veracidade das estimativas publicadas por algumas fontes. Por exemplo, Gerda Wielander (2013) afirmou que as estimativas do número de cristãos na China divulgadas pela mídia ocidental podem ter sido altamente inflacionadas. Por exemplo, segundo a Asia Harvest, uma organização sem fins lucrativos dos EUA e "ministério cristão interdenominacional", havia 105 milhões de cristãos na China em 2011. O compilador desses números, Paul Hattaway, indica que seus números são sua própria estimativa, baseada em mais de 2.000 fontes publicadas, como relatórios na Internet, periódicos e livros, bem como entrevistas com líderes de igrejas domésticas. O estudo aponta que "devido às dificuldades de conduzir tal [estudo] na China hoje – não menos importante pelo tamanho do país – há [na estimativa aproximada do estudo] uma margem de erro de 20 por cento." Citando uma das pesquisas mencionadas, Gerda Wielander afirma que o número real de cristãos é de aproximadamente 30 milhões. De forma semelhante, o pesquisador missionário Tony Lambert destacou que uma estimativa de "cem milhões de cristãos chineses" já estava sendo divulgada pela mídia cristã americana em 1983, e foi ainda mais exagerada, por meio de uma cadeia de citações incorretas, na década de 2000. Christopher Marsh (2011) também foi crítico a essas superestimações. Em 6 de janeiro de 2015, David Ferguson publicou no People's Daily a notícia satírica Feliz Natal, 100 milhões de chineses! criticando esse tipo de jornalismo.
| Denominação   | 2006 | 2008 | 2010 | 2011 | Média |
| ------------- | ---- | ---- | ---- | ---- | ----- |
| Católico      | 0,3% | 0,1% | 0,2% | 0,4% | 0,3%  |
| Protestante   | 1,8% | 2,1% | 1,9% | 2,2% | 2,0%  |
| Total Cristão | 2,1% | 2,2% | 2,1% | 2,6% | 2,3%  |

| Denominação   | 60+  | 50–60 | 40–50 | 30–40 | Menores de 30 |
| ------------- | ---- | ----- | ----- | ----- | ------------- |
| Católico      | 0,3% | 0,3%  | 0,6%  | 0,1%  | 0,3%          |
| Protestante   | 2,6% | 2,0%  | 1,9%  | 1,1%  | 1,2%          |
| Total Cristão | 2,9% | 2,3%  | 2,5%  | 1,2%  | 1,5%          |

#### Demografia por província
| Província                                   | População     | % de Cristãos | Número de Cristãos     |
| ------------------------------------------- | ------------- | ------------- | ---------------------- |
| Município de Pequim                         | 19.612.368    | 0,78%         | 152.976                |
| Município de Tianjin                        | 12.938.224    | 1,51%         | 195.367                |
| Província de Hebei                          | 71.854.202    | 3,05%         | 2.191.553              |
| Província de Shanxi                         | 35.712.111    | 2,17%         | 774.953                |
| Região Autônoma da Mongólia Interior        | 24.706.321    | 2%            | 494.126                |
| Província de Liaoning                       | 43.746.323    | 2,2%          | 962.419                |
| Província de Jilin                          | 27.462.297    | 2%            | 549.246                |
| Província de Heilongjiang                   | 38.312.224    | 2,2%          | 843.033                |
| Município de Xangai                         | 23.019.148    | 2,6%          | 598.498                |
| Província de Jiangsu                        | 78.659.903    | 2,64%         | 2.076.621              |
| Província de Zhejiang                       | 54.426.891    | 2,62%         | 1.425.984              |
| Província de Anhui                          | 59.500.510    | 5,30%         | 3.153.527              |
| Província de Fujian                         | 36.894.216    | 3,5%          | 1.291.298              |
| Província de Jiangxi                        | 44.567.475    | 2,31%         | 1.029.508              |
| Província de Shandong                       | 95.793.065    | 1,21%         | 1.159.096              |
| Província de Henan                          | 94.023.567    | 6,1%          | 5.735.437              |
| Província de Hubei                          | 57.237.740    | 0,58%         | 331.979                |
| Província de Hunan                          | 65.683.722    | 0,77%         | 505.765                |
| Província de Guangdong                      | 104.303.132   | 1%            | 1.043.031              |
| Região Autônoma Zhuang de Guangxi           | 46.026.629    | 0,26%         | 119.669                |
| Província de Hainan                         | 8.671.518     | 0,48%         | ~41.623                |
| Município de Chongqing                      | 28.846.170    | 1,05%         | 302.885                |
| Província de Sichuan                        | 80.418.200    | 0,68%         | 546.844                |
| Província de Guizhou                        | 34.746.468    | 0,99%         | 343.990                |
| Província de Yunnan                         | 45.966.239    | 1,3%          | 597.561                |
| Região Autônoma do Tibete                   | 3.002.166     | 0,23%         | 700 (apenas católicos) |
| Província de Shaanxi                        | 37.327.378    | 1,57%         | 586.040                |
| Província de Gansu                          | 25.575.254    | 0,5%          | 127.876                |
| Província de Qinghai                        | 5.626.722     | 0,76%         | 42.763                 |
| Região Autônoma Hui de Ningxia              | 6.301.350     | 1,17%         | 73.726                 |
| Região Autônoma Uigure de Xinjiang          | 21.813.334    | 1%            | 218.133                |
| Região Administrativa Especial de Hong Kong | 7.061.200     | 11,7%         | 826.160                |
| Região Administrativa Especial de Macau     | 552.300       | 5%            | 27.615                 |
| Total                                       | 1.340.388.467 | 2,1%          | 28.327.679             |

| Província | Protestantes | Católicos | Total de Cristãos |
| --------- | ------------ | --------- | ----------------- |
| Gansu     | 0,4%         | 0,1%      | 0,5%              |
| Guangdong | 0,8%         | 0,2%      | 1%                |
| Liaoning  | 2,1%         | 0,1%      | 2,2%              |
| Henan     | 5,6%         | 0,5%      | 6,1%              |
| Shanghai  | 1,9%         | 0,7%      | 2,6%              |
| China     | 1,89%        | 0,41%     | 2,3%              |

| Protestantismo        | 3,54% |
| Catolicismo           | 0,39% |
| Total do Cristianismo | 3,93% |

#### Administrações especiais

##### Hong Kong

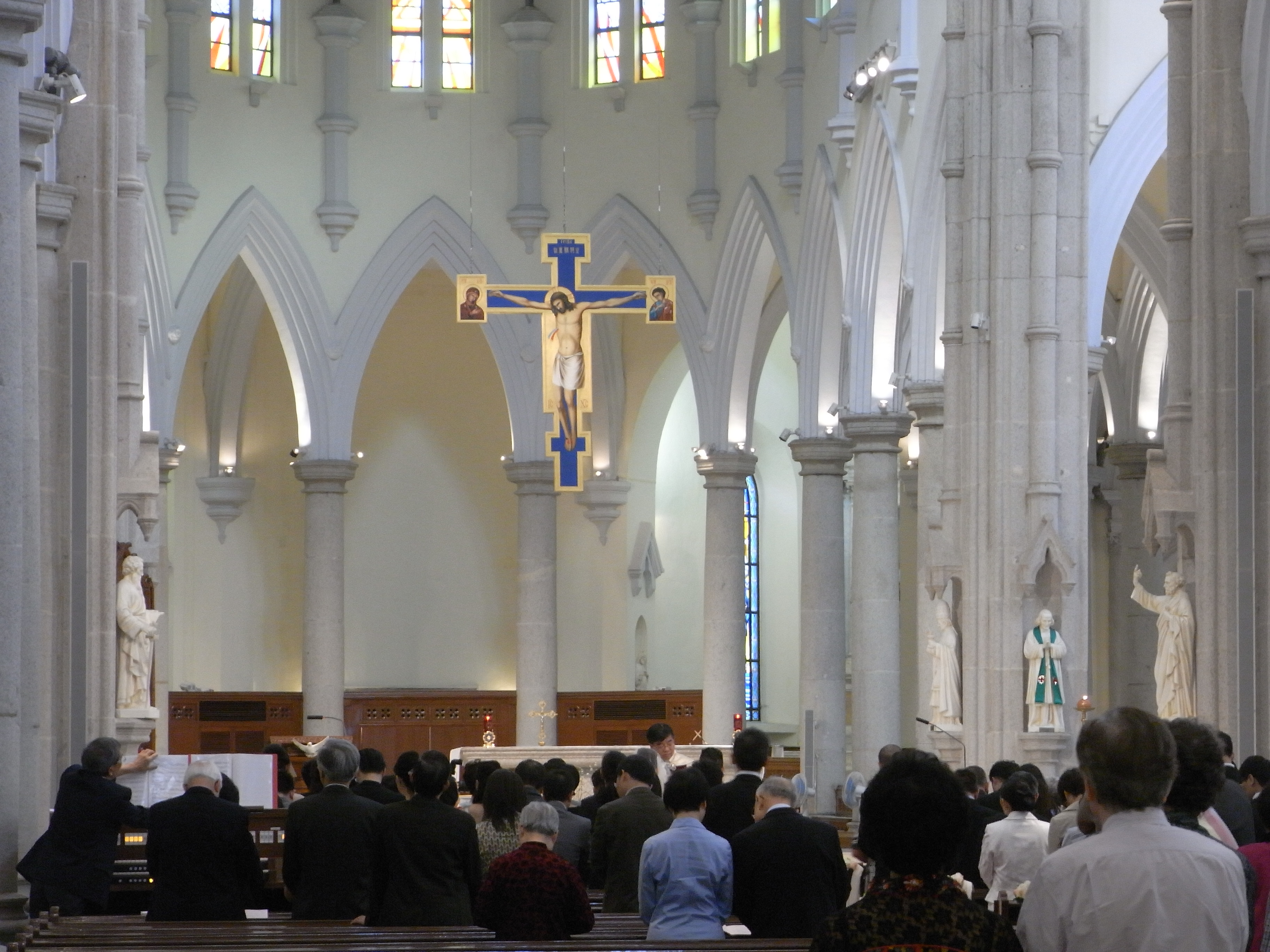
Catedral da Imaculada Conceição em Hong Kong

O cristianismo é praticado em Hong Kong desde 1841. Em 2022, havia cerca de 1,3 milhão de cristãos em Hong Kong (16% da população total), sendo a maioria protestante (cerca de 900.000) e católica (cerca de 401.000).

##### Macau

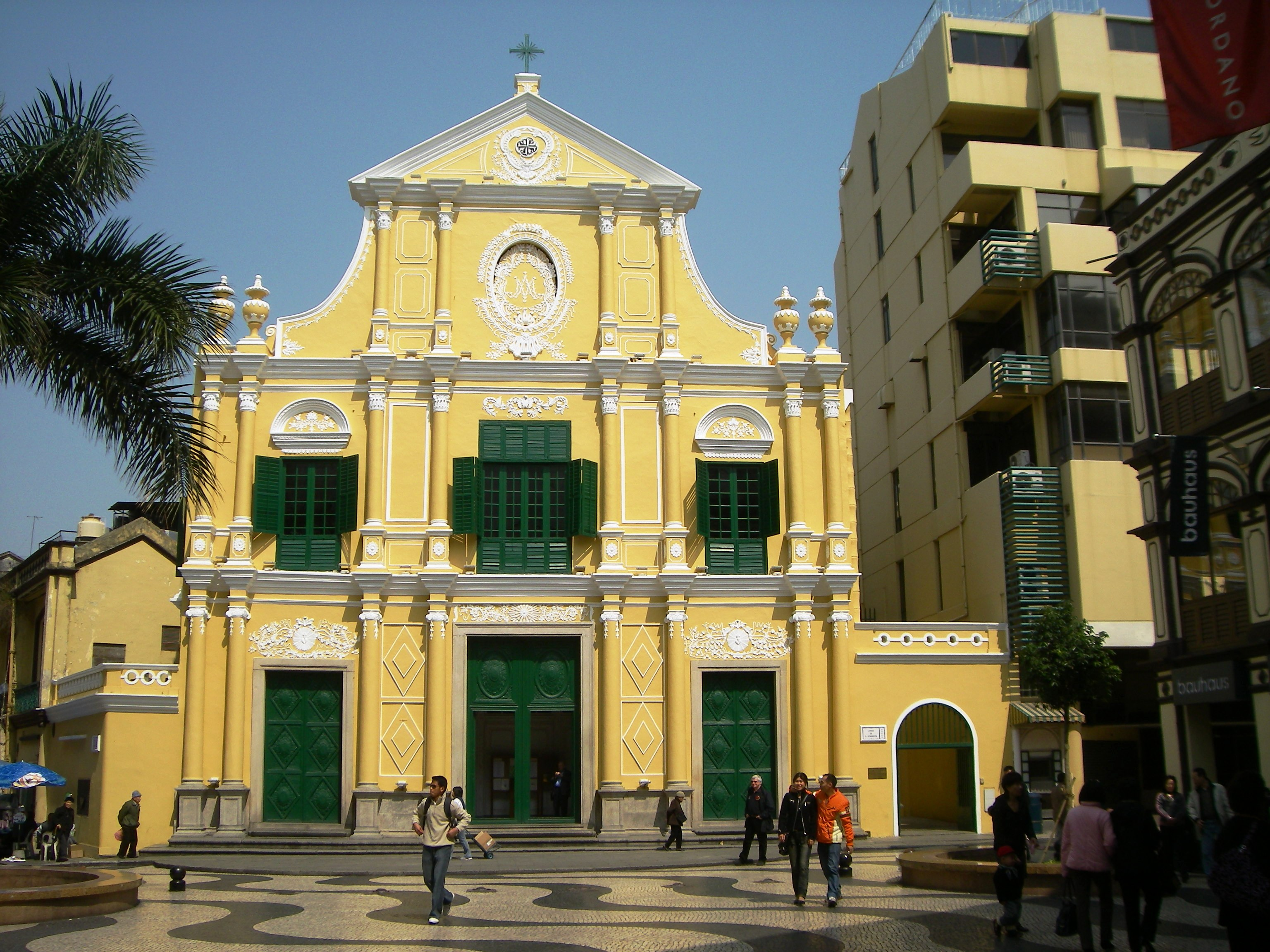
Igreja de Santo Domingos em Macau é uma das igrejas mais antigas (d.C. 1587) existentes na China, construída por três padres dominicanos espanhóis

Em 2010, aproximadamente 5% da população de Macau se autodefine como cristã, predominantemente católica. Os missionários católicos foram os primeiros a chegar em Macau. Em 1535, comerciantes portugueses obtiveram o direito de atracar navios nos portos de Macau e de realizar atividades comerciais, embora sem o direito de permanecer em terra. Por volta de 1552–1553, obtiveram permissão temporária para erguer galpões de armazenamento em terra, a fim de secar mercadorias encharcadas pela água do mar; logo construíram casas de pedra rudimentares na área agora denominada Nam Van. Em 1576, o Papa Gregório XIII estabeleceu a Diocese de Macau. Em 1583, os portugueses em Macau receberam permissão para formar um Senado para tratar de diversas questões relativas aos seus assuntos sociais e econômicos sob rigorosa supervisão da autoridade chinesa, mas não houve transferência de soberania.

#### Regiões autônomas

##### Tibete
O governo Qing permitiu que missionários cristãos entrassem e pregassem nas terras tibetanas, a fim de enfraquecer o poder dos lamas budistas tibetanos, que se recusavam a prestar juramento de lealdade aos chineses. Os lamas tibetanos ficaram alarmados com os missionários católicos que convertiam os nativos ao catolicismo. Durante a Rebelião Tibetana de 1905, a seita Gelug do budismo tibetano – também conhecida como o "Chapéu Amarelo" – liderou uma revolta tibetana, com homens tibetanos sendo guiados por lamas contra funcionários chineses, missionários cristãos ocidentais e convertidos cristãos nativos. Deixaram para trás vinhedos.

##### Xinjiang
O cristianismo é uma religião minoritária na região de Xinjiang da República Popular da China. O grupo étnico dominante, os uigures, é predominantemente muçulmano e são conhecidos poucos casos de cristãos.
Em 1904, George Hunter, com a China Inland Mission, inaugurou a primeira estação missionária do CIM em Xinjiang. Porém, já em 1892, a Mission Covenant Church of Sweden iniciou missões na área em torno de Kashgar, e posteriormente construiu estações missionárias, igrejas, hospitais e escolas em Yarkant e Yengisar. Na década de 1930, havia várias centenas de cristãos entre esse povo, mas, devido à perseguição, as igrejas foram destruídas e os crentes dispersos. Os missionários foram forçados a partir devido a batalhas étnicas e faccionais durante a Kumul Rebellion no final da década de 1930.

##### Guangxi
Relata-se que houve um rápido crescimento das igrejas entre o povo Zhuang no início da década de 1990. Embora predominantemente budista e animista, a região de Guangxi foi visitada pela primeira vez em 1877 pelo missionário protestante Edward Fishe, da China Inland Mission. Ele faleceu no mesmo ano.

## Arte e mídia
Arte cristã é uma parte importante da expressão de fé para os cristãos; sítios arqueológicos contendo arte e arquitetura cristã primitiva podem ser encontrados por toda a China e são protegidos pelo governo como antiguidades chinesas.
Existe mídia cristã produzida na China. A revista cristã Tian Feng tem grande circulação, assim como os periódicos acadêmicos Chinese Theological Review e Nanjing Theological Review. A Bíblia foi traduzida para o chinês, nas versões Chinese New Version, Chinese Union Version, Delegates' Version, Studium Biblicum Version e Today's Chinese Version. Hinários incluem Canaan Hymns e Chinese New Hymnal. Música cristã contemporânea está disponível em serviços de streaming como o QQ Music.
A mídia cristã estrangeira é tratada de forma distinta das demais mídias estrangeiras, pois a Administração de Cinema da China e a Administração Nacional de Rádio e Televisão a consideram uma expressão característica da fé cristã. O Departamento de Publicidade do Partido Comunista Chinês, por sua vez, delega a tarefa de divulgação e tradução de filmes cristãos estrangeiros e literatura cristã à Administração Estatal de Assuntos Religiosos, bem como às diversas denominações da Igreja Católica Patriótica, do China Christian Council e da Igreja dos Três Autocorpos. Séries televisivas cristãs, como Superbook, The Chosen e Duck Dynasty, estão amplamente disponíveis na China e, frequentemente, até dubladas para o chinês. Videogames cristãos e mídias interativas também estão acessíveis em chinês, incluindo o aplicativo da Bíblia YouVersion e os jogos de Superbook.

## Restrições e interesse internacional

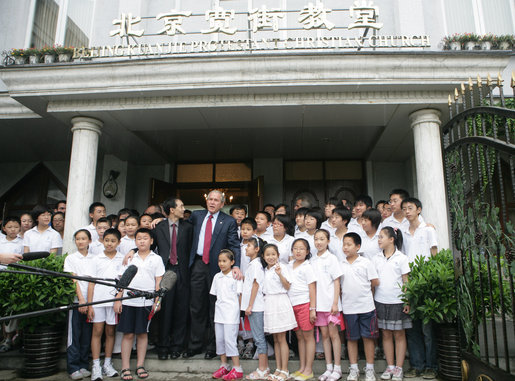
O Presidente dos EUA, George W. Bush, na Igreja Protestante Kuanjie dos Três Autocorpos em 2008.

Em grandes cidades com conexões internacionais, como Pequim, visitantes estrangeiros estabeleceram comunidades cristãs que se reúnem em estabelecimentos públicos, como hotéis e, às vezes, igrejas locais. Essas confrarias, entretanto, são tipicamente restritas apenas a portadores de passaportes não chineses.
O evangelista americano Billy Graham visitou a China em 1988 com sua esposa Ruth; foi um retorno às raízes para ela, pois nasceu na China de pais missionários, L. Nelson Bell e sua esposa Virginia.
Desde a década de 1980, autoridades norte-americanas que visitam a China, em várias ocasiões, frequentaram igrejas chinesas, incluindo o Presidente George W. Bush, que participou de uma das cinco igrejas protestantes oficialmente reconhecidas de Pequim durante uma turnê asiática em novembro de 2005, e a Igreja Protestante Kuanjie em 2008. A Secretária de Estado dos EUA, Condoleezza Rice, participou dos serviços do Domingo de Ramos em Pequim em 2005.
A lei não define "proselitismo", mas a constituição estabelece que ninguém pode forçar um cidadão a acreditar ou não em uma religião; novas leis de 2022 exigiram que qualquer pessoa que pregasse online solicitasse uma permissão para o proselitismo.
Durante os Jogos Olímpicos de Verão de 2008 em Pequim, três manifestantes cristãos norte-americanos foram deportados da China após uma manifestação na Praça Tiananmen.
Papa Bento XVI instou a China a ser aberta ao cristianismo e afirmou que esperava que os Jogos Olímpicos oferecessem um exemplo de convivência entre pessoas de diferentes países. O clero católico não registrado tem enfrentado repressão política, em grande parte devido à sua lealdade declarada à Santa Sé, que o governo chinês afirma interferir nos assuntos internos do país.
A Associated Press informou em 2018 que "Xi está promovendo a supressão sistemática mais severa do cristianismo no país desde que a liberdade religiosa foi incorporada à constituição chinesa em 1982." Isso envolveu "a destruição de cruzes, a queima de bíblias, o fechamento de igrejas e a imposição para que os seguidores assinem documentos renunciando à sua fé", ações tomadas contra "as chamadas igrejas subterrâneas ou domésticas que desafiam as restrições do governo." Desde 2018, crucifixos e outras imagens religiosas no interior das igrejas têm sido cada vez mais substituídos por imagens de Xi Jinping.
Em abril de 2020, autoridades locais visitaram residências cristãs em Linfen e informaram aos beneficiários de assistência social que seus benefícios seriam interrompidos, a menos que removesse todas as cruzes e substituísse quaisquer exibições de Jesus por retratos de Mao e do Secretário-Geral Xi Jinping.
Em junho de 2020, autoridades locais supervisionaram a demolição da Igreja de Sunzhuang, na província de Henan. Antes da demolição, um homem foi preso e pelo menos duas mulheres ficaram feridas.
Em relatórios sobre países com a perseguição anti-cristã mais severa, a China foi classificada pela organização Open Doors em 2023 como a 16ª mais severa.
Em dezembro de 2023, Wang Huning afirmou que os grupos cristãos devem "aderir à direção da sinicização do cristianismo."